# Venus Williams
Venus Ebony Starr Williams (Lynwood, 17 de juny de 1980) és una jugadora de tennis professional estatunidenca; és la germana gran de la també tennista Serena Williams. Pentacampiona de Wimbledon i doble campiona del US Open, Venus ha guanyat 49 títols de la WTA (7 de Grand Slam). El 2002 es convertí en la primera jugadora afroamericana en ser número 1 del rànquing mundial de la WTA de l'Era Open. L'any 2011 se li va diagnosticar la síndrome de Sjögren que va afectar de manera important el seu rendiment esportiu. L'any 2021 es va estrenar una pel·lícula biogràfica, King Richard, que ressegueix els seus inicis com a tennista i els de la seva germana Serena, sempre sota la fèrria supervisió del seu pare, Richard Williams.
Ha aconseguit cinc medalles en els Jocs Olímpics, quadre d'elles d'or, una individual (2000) i tres en categoria de dobles (2000, 2008 i 2012) formant parella amb la seva germana, i una més de bronze en categoria de dobles mixtos (2016) amb Rajeev Ram com a parella. Amb aquestes cinc medalles va igualar la britànica Kathleen McKane com les tennistes amb més medalles olímpiques. A més, la seva germana també va aconseguir la medalla d'or olímpica individual en el 2012 i esdevingueren les primeres tennistes a aconseguir quatre medalles d'or olímpiques. Ha mantingut durant anys una gran rivalitat amb la seva germana enfrontant-se en 28 ocasions, de les quals Venus n'ha guanyat dotze, però en els enfrontaments en finals de Grand Slam, només n'ha guanyat dos de nou.

## Biografia

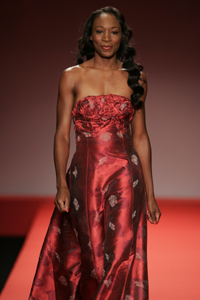
Williams en una desfilada benèfica (2005).

Venus Williams va néixer a Lynwood, Califòrnia, filla de Richard Williams i Oracene Price, i és la segona més jove de cinc germanes (Yetunde, Lyndrea, Isha i Serena). Va començar a jugar a tennis a l'edat de quatre anys i quan en tenia deu, la família es va traslladar a Compton, Califòrnia, perquè Serena i ella poguessin assistir a l'acadèmia de tennis de Rick Macci. El 1995, el seu pare les va treure de l'acadèmia i es va encarregar ell mateix del seu entrenament. La seva germana gran Yetunde Price va morir assassinada a Compton l'any 2003 amb 31 anys. El succés es va produir a prop de les pistes de tennis en les quals Serena i ella entrenaven. A banda de ser la seva germana, Yetunda també era assistent personal d'ambdues germanes, confident i consellera.
Va mantenir una relació amorosa durant uns anys amb el golfista Hank Kuehne, que la va acompanyar en alguns torneigs a partir de 2007, però després d'alguns rumors de compromís, la parella es va separar el 2010. Actualment manté una relació amorosa amb el model cubà Elio Pis.
Al segon semestre de 2011 va començar a estudiar en un programa online de la Indiana University East de Richmond, Indiana, per aconseguir la llicenciatura a l'escola de negocis.
Durant la celebració del US Open de 2011, Williams es va retirar abans del seu partit de segona ronda a causa de la diagnosi de la síndrome de Sjögren.

## Torneigs de Grand Slam

### Individual: 16 (7−9)
| Resultat  | Núm. | Any  | Torneig              | Oponent           | Marcador         |
| --------- | ---- | ---- | -------------------- | ----------------- | ---------------- |
| Finalista | 1.   | 1997 | US Open              | Martina Hingis    | 0−6, 4−6         |
| Campiona  | 1.   | 2000 | Wimbledon            | Lindsay Davenport | 6−3, 7−6(3)      |
| Campiona  | 2.   | 2000 | US Open              | Lindsay Davenport | 6−4, 7−5         |
| Campiona  | 3.   | 2001 | Wimbledon (2)        | Justine Henin     | 6−1, 3−6, 6−0    |
| Campiona  | 4.   | 2001 | US Open (2)          | Serena Williams   | 6−2, 6−4         |
| Finalista | 2.   | 2002 | Roland Garros        | Serena Williams   | 5−7, 3−6         |
| Finalista | 3.   | 2002 | Wimbledon            | Serena Williams   | 6−7(4), 3−6      |
| Finalista | 4.   | 2002 | US Open (2)          | Serena Williams   | 4−6, 3−6         |
| Finalista | 5.   | 2003 | Open d'Austràlia     | Serena Williams   | 6−7(4), 6−3, 4−6 |
| Finalista | 6.   | 2003 | Wimbledon (2)        | Serena Williams   | 6−4, 4−6, 2−6    |
| Campiona  | 5.   | 2005 | Wimbledon (3)        | Lindsay Davenport | 4−6, 7−6(4), 9−7 |
| Campiona  | 6.   | 2007 | Wimbledon (4)        | Marion Bartoli    | 6−4, 6−1         |
| Campiona  | 7.   | 2008 | Wimbledon (5)        | Serena Williams   | 7−5, 6−4         |
| Finalista | 7.   | 2009 | Wimbledon (3)        | Serena Williams   | 6−7(3), 2−6      |
| Finalista | 8.   | 2017 | Open d'Austràlia (2) | Serena Williams   | 4−6, 4−6         |
| Finalista | 9.   | 2017 | Wimbledon (4)        | Garbiñe Muguruza  | 5−7, 0−6         |

### Dobles: 14 (14−0)
| Resultat | Núm. | Any  | Torneig              | Parella         | Oponents                          | Marcador      |
| -------- | ---- | ---- | -------------------- | --------------- | --------------------------------- | ------------- |
| Campiona | 1.   | 1999 | Roland Garros        | Serena Williams | Martina Hingis Anna Kúrnikova     | 6−3, 6−7, 8−6 |
| Campiona | 2.   | 1999 | US Open              | Serena Williams | Chanda Rubin Sandrine Testud      | 4−6, 6−1, 6−4 |
| Campiona | 3.   | 2000 | Wimbledon            | Serena Williams | Julie Halard-Decugis Ai Sugiyama  | 6−3, 6−2      |
| Campiona | 4.   | 2001 | Open d'Austràlia     | Serena Williams | Lindsay Davenport Corina Morariu  | 6−2, 2−6, 6−4 |
| Campiona | 5.   | 2002 | Wimbledon (2)        | Serena Williams | Virginia Ruano Paola Suárez       | 6−2, 7−5      |
| Campiona | 6.   | 2003 | Open d'Austràlia (2) | Serena Williams | Virginia Ruano Paola Suárez       | 4−6, 6−4, 6−3 |
| Campiona | 7.   | 2008 | Wimbledon (3)        | Serena Williams | Lindsay Davenport Samantha Stosur | 6−2, 6−2      |
| Campiona | 8.   | 2009 | Open d'Austràlia (3) | Serena Williams | Daniela Hantuchová Ai Sugiyama    | 6−3, 6−3      |
| Campiona | 9.   | 2009 | Wimbledon (4)        | Serena Williams | Samantha Stosur Rennae Stubbs     | 7−6(4), 6−4   |
| Campiona | 10.  | 2009 | US Open              | Serena Williams | Cara Black Liezel Huber           | 6−2, 6−2      |
| Campiona | 11.  | 2010 | Open d'Austràlia (4) | Serena Williams | Cara Black Liezel Huber           | 6−4, 6−3      |
| Campiona | 12.  | 2010 | Roland Garros (2)    | Serena Williams | Květa Peschke Katarina Srebotnik  | 6−2, 6−3      |
| Campiona | 13.  | 2012 | Wimbledon (5)        | Serena Williams | Andrea Hlavacková Lucie Hradecká  | 7−5, 6−4      |
| Campiona | 14.  | 2016 | Wimbledon (6)        | Serena Williams | Timea Babos Iaroslava Xvédova     | 6−3, 6−4      |

### Dobles mixtos: 3 (2−1)
| Resultat  | Núm. | Any  | Torneig          | Parella          | Oponents                  | Marcador |
| --------- | ---- | ---- | ---------------- | ---------------- | ------------------------- | -------- |
| Campiona  | 1.   | 1998 | Open d'Austràlia | Justin Gimelstob | Helena Suková Cyril Suk   | 6−2, 6−1 |
| Campiona  | 2.   | 1998 | Roland Garros    | Justin Gimelstob | Serena Williams Luis Lobo | 6−4, 6−4 |
| Finalista | 1.   | 2006 | Wimbledon        | Bob Bryan        | Vera Zvonariova Andy Ram  | 3−6, 2−6 |

## Jocs Olímpics

### Individual
| Any  | Campionat                        | Oponent           | Resultat |
| ---- | -------------------------------- | ----------------- | -------- |
| 2000 | Jocs Olímpics, Sydney, Austràlia | Ielena Deméntieva | 6−2, 6−4 |

### Dobles
| Any  | Campionat                          | Parella         | Oponents                                       | Resultat |
| ---- | ---------------------------------- | --------------- | ---------------------------------------------- | -------- |
| 2000 | Jocs Olímpics, Sydney, Austràlia   | Serena Williams | Kristie Boogert Miriam Oremans                 | 6−1, 6−1 |
| 2008 | Jocs Olímpics, Pequín, Xina        | Serena Williams | Anabel Medina Garrigues Virginia Ruano Pascual | 6−2, 6−0 |
| 2012 | Jocs Olímpics, Londres, Regne Unit | Serena Williams | Andrea Hlavácková Lucie Hradecká               | 6−4, 6−4 |

### Dobles mixtos
| Any  | Campionat                             | Parella    | Oponents                        | Resultat            |
| ---- | ------------------------------------- | ---------- | ------------------------------- | ------------------- |
| 2016 | Jocs Olímpics, Rio de Janeiro, Brasil | Rajeev Ram | Bethanie Mattek-Sands Jack Sock | 7−6(3), 1−6, [7−10] |

## Carrera esportiva

### Inicis (1994−1999)

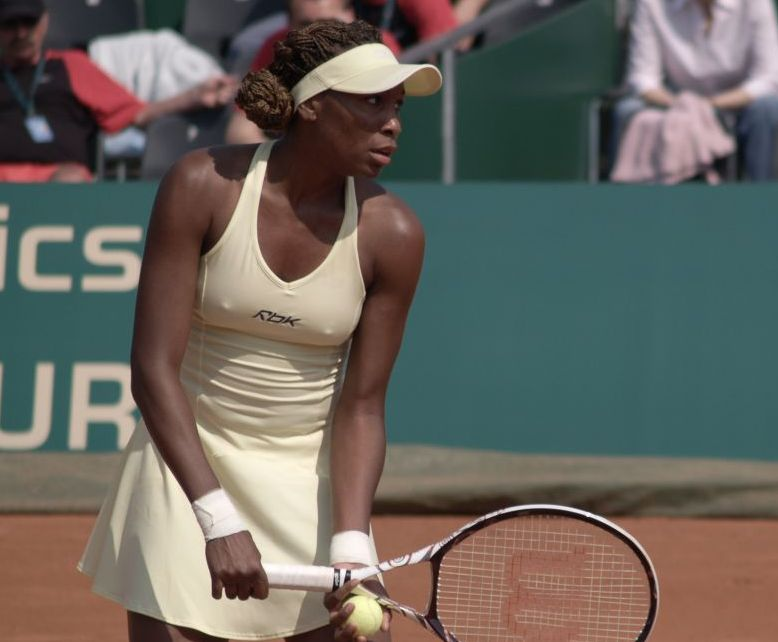
Williams a Varsòvia (2006).

Williams va esdevenir professional el 31 d'octubre de 1994 amb només catorze anys però només va disputar un torneig aquest any. En el següent va disputar tres torneigs via invitació i va arribar a quarts de final a Oakland. En el 1996 va disputar cinc torneigs amb el resultat més destacat de tercera ronda a Los Angeles fins a perdre amb la tennista número 1 Steffi Graf.
La primera temporada completa fou el 1997, on va arribar a quarts de final de diversos torneigs inclosos tres de categoria Tier I. Durant la temporada va derrotar diverses tennistes del Top 10 i va entrar al rànquing individual entre les 100 millors tennistes. Després de caure a segona ronda de Roland Garros i en primera a Wimbledon, en el seu debut al US Open es va plantar a la final on fou derrotada per Martina Hingis. Des de Pam Shriver el 1978 que una tennista no era finalista al US Open en el seu debut i des de 1958 que no ho aconseguia una tennista sense ser cap de sèrie. Aquest magnífic resultat li va permetre escalar fins a la posició 22 a final d'any. El seu debut a l'Open d'Austràlia es va produir l'any 1998 i es va produir el primer enfrontament professional amb la seva germana petita Serena, a la qual va superar fàcilment. Dos mesos després va superar la número 2 del rànquing, Lindsay Davenport, en el torneig d'Oklahoma City i en la final es va imposar a Joannette Kruger, aconseguint així el seu primer títol individual. A Indian Wells va arribar a semifinals fins a ser derrotada per la número 1, Martina Hingis. La setmana següent es va venjar de la derrota i es va imposar en la final de Miami, victòria que li va permetre entrar al Top 10 del rànquing individual. La ratxa va seguir endavant i a Roma també arribà a la final però fou vençuda novament per Hingis. Ambdues tennistes es van retrobar a quarts de final del Roland Garros i la suïssa la va tornar a vèncer. A Wimbledon també va arribar a quarts de final però ara fou derrotada per Jana Novotná, campiona final del torneig. Amb aquests resultats va escalar fins al Top 5 del rànquing. A l'estiu va disputar la final de Stanford, cinquena de l'any, però Davenport la va vèncer. Al US Open va avançar fins semifinals però es va retrobar a Davenport, que la va superar i també es va imposar en la final. Durant la temporada va disputar els quatre torneigs de Grand Slam en categoria de dobles mixtos guanyant els dos primers, l'Open d'Austràlia i el Roland Garros, ambdós amb Justin Gimelstob com a parella. Casualment, la seva germana Serena va guanyar els dos restants, de manera que les germanes Williams van guanyar els quatre Grand Slams en dobles mixtos. A més, ambdues germanes van guanyar dos títols de dobles femenins jugant juntes a Oklahoma City i Zúric, esdevenint així la tercera parella de germanes que guanyaven un títol de dobles.
La temporada 1999 va caure a quarts de final de l'Open d'Austràlia davant Davenport. A Hannover va superar per primera vegada a Graf i va reeditar el títol d'Oklahoma City. A Miami es va produir la primera final individual en la història de la WTA disputada per dues germanes, on Venus va derrotar la seva germana i va defensar el títol aconseguit l'any anterior. A la primavera va guanyar el seu primer títol sobre terra batuda a Hamburg superant a Mary Pierce, i va continuar amb el títol a Roma vencent la número 1, Hingis, a semifinals i novament a Pierce en la final. A Roland Garros fou sorpresa a quarta ronda per Barbara Schwartz (número 125 del rànquing). En dobles femenins va guanyar el títol junt a la seva germana, el primer títol de Grand Slam en dobles que guanyaven. A Wimbledon va ser superada per Graf a quarts de final, a Stanford va caure a la final davant Davenport i a San Diego contra Hingis també en la final. A New Haven es va imposar en la final a Davenport i va escalar fins al tercer lloc del rànquing individual. Al US Open va arribar a semifinals fins a sucumbir davant Hingis, però amb la seva germana es van imposar en la final de dobles amb el segon Grand Slam de la temporada. Durant l'any va participar activament en la Fed Cup amb l'equip estatunidenc i en la final es van imposar a Rússia guanyant els seus partits individuals i de dobles. En la Grand Slam Cup disputada a Múnic va jugar la final davant la seva germana Serena però per primer cop la va superar en una final. El sisè títol de l'any l'aconseguí a Zuric contra la local Hingis, i llavors va caure a semifinals de Filadèlfia. Va debutar a la Copa Masters arribant a semifinals i ser derrotada per Hingis, apuntalant així el tercer lloc en el rànquing individual a final d'any.

### Número 1 (2000−2002)

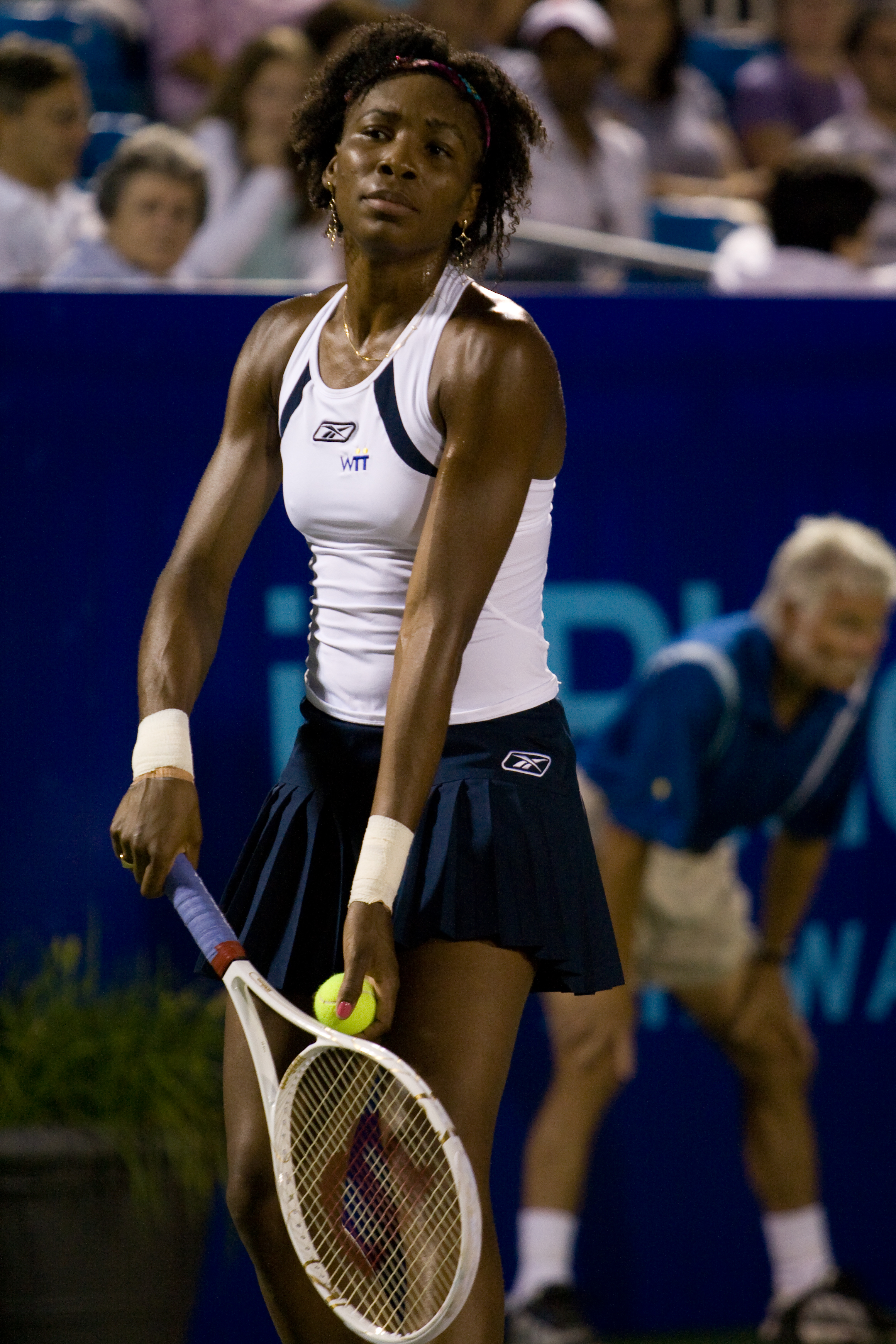
Williams disputant el World Team Tennis (2007).

Es va perdre els primers cinc mesos de 2000 a causa d'una tendinitis en els canells i va tornar just per començar els torneigs sobre terra batuda europeus. El seu rendiment no fou gaire positiu perdent a quarts de final d'Hamburg i a tercera ronda de Roma, i només va arribar quarts de final de Roland Garros en caure davant Arantxa Sánchez Vicario. A partir d'aquí tot va canviar espectacularment i va encadenar 35 victòries consecutives en sis torneigs. El primer títol fou a Wimbledon aconseguint el seu primer títol de Grand Slam individual. Pel camí va derrotar a la número 1 a quarts de final, Hingis, a la seva germana a semifinals, i a Davenport en la final. Junt a la seva germana també es van imposar en dobles femenins. A l'estiu va guanyar els títols de Stanford davant Davenport, San Diego i New Haven, ambdós contra Monica Seles. En el US Open va tornar a superar a Hingis i Davenport per guanyar el seu segon Grand Slam consecutiu. Seguidament es van celebrar els Jocs Olímpics de Sydney i Williams va poder demostrar el seu gran estat de forma aconseguint la medalla d'or davant Ielena Deméntieva. A més, junt a la seva germana Serena també van guanyar la medalla d'or en dobles femenins. La seva ratxa de victòries va finalitzar a l'octubre en el torneig de Linz a causa de Davenport. A causa d'una anèmia ja no va disputar cap més partit durant la resta de temporada i va quedar la número 3 del rànquing individual amb sis títols.
A principis de 2001 va arribar a semifinals de l'Open d'Austràlia per primera vegada on va perdre contra Hingis, però amb la seva germana es van imposar en la final de dobles, completant així el Grand Slam en dobles femenins. A Indian Wells també va arribar a semifinals, però es va retirar just abans d'iniciar el partit contra la seva germana per una lesió al genoll. El públic va reaccionar molt negativament a aquest fet i l'endemà, quan amb el seu pare van assistir a la final que disputava Serena, van ser xiulats pel públic de l'estadi. Durant tot el partit i en l'entrega de premis, la seva germana també va ser xiulada pel públic. Ambdues germanes van decidir boicotejar el torneig pel tractament rebut i des de llavors no han tornat mai a participar-hi. En el següent torneig que va disputar, Venus es va imposar en la final de Miami derrotant a Jennifer Capriati i va escalar al segon lloc del rànquing individual. Sobre terra batuda va guanyar el torneig d'Hamburg però va caure a primera ronda de Roland Garros a mans de Barbara Schett. Malgrat aquesta sorpresa, va defensar amb èxit el títol de Wimbledon davant Justine Henin. A l'estiu va guanyar els títols de San Diego davant Seles i New Haven davant Davenport. Va reeditar el títol del US Open sense cedir un sol set en tot el torneig. En la final es va imposar a Serena, la qual fou la primera final de Grand Slam en l'Era Open disputada per dues germanes. Venus va esdevenir la sisena tennista en guanyar dos anys consecutius els títols de Wimbledon i US Open.
En el primer torneig de la temporada 2002, Williams ja va guanyar el primer títol de l'any a Gold Coast superant a Henin en la final. Tanmateix, a l'Open d'Austràlia va caure a quarts de final a mans de Seles. Es va refer amb la victòria a París amb la retirada de Jelena Dokić en la final, i també a Anvers davant Henin. Gràcies a aquest bon inici de temporada, Williams va poder accedir al capdamunt del rànquing individual per primera vegada a la seva carrera. Williams esdevingué la primera tennista afroamericana en ser número 1 del rànquing individual femení. Malauradament només va poder retenir aquests lloc tres setmanes a causa de Capriati. Seguidament no va poder reeditar el títol de Miami en superar-la la seva germana en semifinals, però si que es va poder imposar a Amelia Island contra Henin. Es va tornar a intercanviar el número 1 amb Capriati tres setmanes més mentre fou finalista a Hamburg superada per Kim Clijsters. Al Roland Garros va accedir a la final per primera vegada però la seva germana la va vèncer en la segona final de Grand Slam que disputaven ambdues germanes. Novament va accedir al número 1 amb els punts aconseguits i va disputar el Wimbledon com a principal cap de sèrie. Va accedir a la final per tercera ocasió consecutiva però novament fou derrotada per la seva germana Serena. Amb aquests dos Grand Slams consecutius, Serena la va superar en el rànquing individual. Ambdues germanes també van guanyar el títol de dobles femenins, cinquè títol Grand Slam de dobles que guanyaven conjuntament. A l'estiu va guanyar els títols de San Diego i New Haven superant a Davenport i Dokic respectivament. En el US Open es van tornar a trobar les germanes Williams per tercera final de Grand Slam consecutiva, i novament, Serena es va endur el títol. Fins a final d'any només va disputar quatre partits més arribant a semifinals de la Copa Masters i retirant-se per una lesió. Va acabar la seva millor temporada en el segon lloc del rànquing individual, just darrere de la seva germana, amb set títols individuals i havent estat un total d'onze setmanes al número 1 del rànquing mundial.

### Lesions (2003−2006)

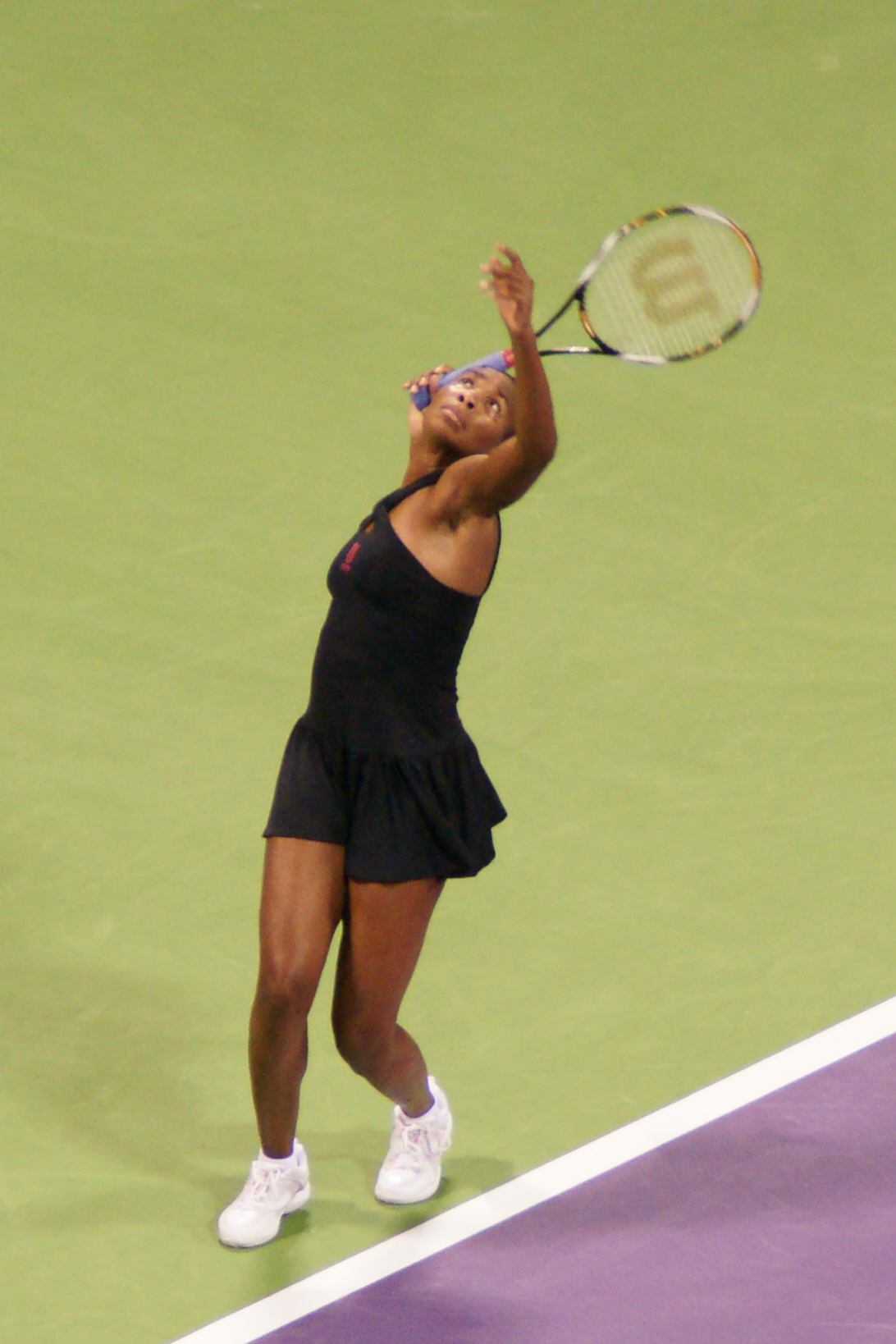
Williams disputant el WTA Tour Championships (2008).

A l'inici de 2004 es va plantar a la final de l'Open d'Austràlia per primera vegada, però fou derrotada per la seva germana Serena. Això va significar que per primera vegada de l'Era Open, les mateixes dues tennistes es van trobar en quatre finals de Grand Slam consecutives. Tanmateix, ambdues germanes van guanyar el títol de dobles femenins. A continuació va reeditar el títol d'Anvers derrotant a Clijsters i es va classificar per la final de Varsòvia, però s'hagué de retirar per una lesió. Posteriorment va disputar el Roland Garros però va caure en quarta ronda a mans de Vera Zvonareva. A continuació es va classificar la final de Wimbledon, però novament la va vèncer la seva germana. A causa d'una lesió abdominals i que la seva germana gran Yetunde Price fou assassinada, aquest fou l'últim partit que va disputar fins a final d'any. Com a conseqüència va caure fins a l'onzena posició del rànquing individual.
Va tornar al circuit de bon principi del 2004 però va caure tot just a tercera ronda de l'Open d'Austràlia davant Lisa Raymond. En els següents tres torneigs va caure a quarts de final i els bons resultats van tornar amb la terra batuda. El primer títol fou a Charleston davant l'aragonesa Conchita Martínez. Seguidament va guanyar a Varsòvia contra Svetlana Kuznetsova i va arribar a la final de Berlín, però es retirà a causa d'una lesió. Al Roland Garros va arribar a quarts de final fins a caure davant Anastassia Mískina, que en fou la campiona. A Wimbledon fou eliminada en segona ronda després d'un partit molt controvertit contra Karolina Šprem. A l'estiu va classificar-se per la final de Stanford per fou derrotada per Davenport. Seguidament va intentar defensar la medalla d'or als Jocs Olímpics d'Atenes però va caure a tercera ronda davant Pierce, mentre que en dobles no va passar de primera ronda fent parella amb Chanda Rubin. En el US Open només va arribar a quarta ronda fins a ser superada per Davenport. No va aconseguir més bons resultats fins al final d'any i va acabar en la novena posició del rànquing, sense possibilitats de disputar el WTA Tour Championships.
El primer torneig de 2005 fou l'Open d'Austràlia on va caure en quarta ronda davant Alicia Molik. A continuació fou finalista a Anvers derrotada per Amelie Mauresmo. A Miami va superar la seva germana en quarts de final, la primera victòria sobre la seva germana des de 2001, però va perdre a semifinals contra Maria Xaràpova. El primer títol de la temporada arribà a Istanbul on va derrotar a Nicole Vaidišová en la final. En el Roland Garros va ser vençuda tot just en tercera ronda per Sesil Karatantcheva. Una altra alegria es produí a Wimbledon arribant a la final per cinquena ocasió en sis anys havent superat Pierce i Xaràpova pel camí i a Davenport en la final després de salvar a punt de partit en contra. Aquest fou el seu tercer títol individual de Wimbledon i cinquè Grand Slam. Havent retornat al Top 10, fou finalista a Stanford davant Clijsters. En el US Open superà novament a la seva germana Serena però fou superada per Clijsters en quarts de final. A causa d'una lesió a la tardor, i malgrat el títol de Wimbledon, no aconseguí reunir els punts suficients per classificar-se pel WTA Tour Championships. Acabà l'any en desena posició del rànquing individual i davant la seva germana.
A l'inici de 2006 fou sorpresa tot just en primera ronda de l'Open d'Austràlia per la jove Tszvetana Pironkova. Va descansar durant tres mesos per recuperar-se d'una lesió al canell i va tornar a l'abril al torneig de Varsòvia, on va derrotar Hingis, la número 1 del rànquing, però va caure a quarts de final davant Kuznetsova. Al Roland Garros tampoc va superar els quarts de final derrotada per Vaidišová. Malgrat defensar títol a Wimbledon, va quedar eliminada a tercera ronda davant Jelena Janković. Va reconèixer que continuava tenint dolors al canell i va estar de baixa durant tot l'estiu perdent-se el US Open. Va tornar a l'octubre però es va tornar a lesionar al canell i va abandonar a segona ronda. Va acabar la temporada en el lloc 46 del rànquing individual, el pitjor resultat des de 1997 quan va disputar la primera temporada sencera al circuit, però casualment va quedar per davant de la seva germana que havia caigut fins a la posició 95.

### Recuperació (2007−2010)

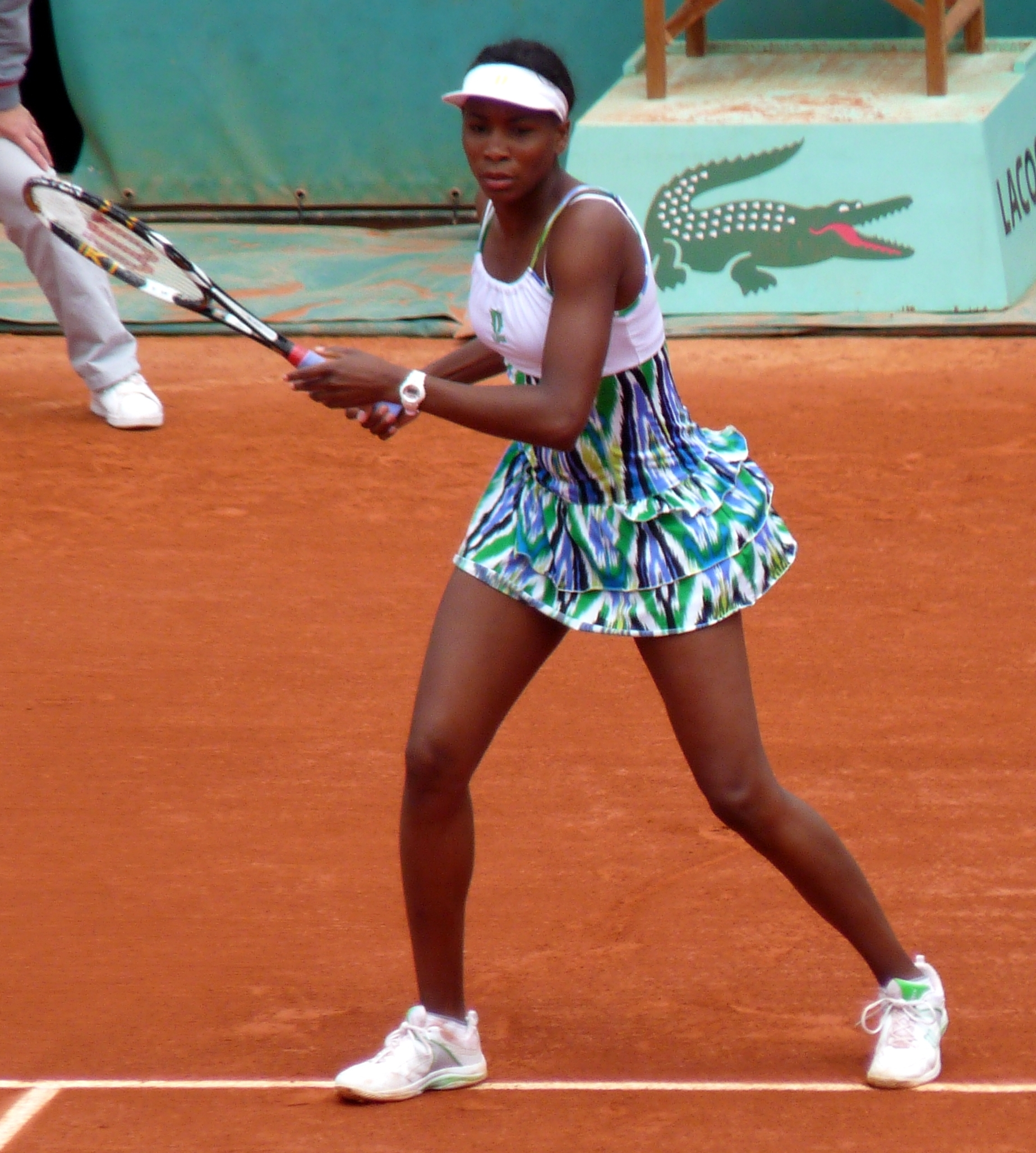
Williams al Rolang Garros (2009).

Es va perdre l'Open d'Austràlia del 2007 a causa de la lesió al canell però va retornar al circuit poc després. Ja en el seu primer torneig a Memphis es va endur el títol davant Shahar Pe'er, primer títol individual des de 2005 a Wimbledon. Encadenà bons resultats sense arribar però a cap final. Al Roland Garros va caure en tercera ronda davant Janković, però destaca que en el partit de segona ronda contra Ashley Harkleroad va fer un servei a 206 km/h, el segon servei més ràpid de la història del tennis femení i el més ràpid en un Grand Slam. Malgrat estar al lloc 31 del rànquing individual, a Wimbledon fou la cap de sèrie 23 degut als seus resultats anteriors en el torneig. Després de molts problemes per superar les primeres rondes es va classificar per la seva sisena final a Wimbledon. Va derrotar Marion Bartoli en la final esdevenint la quarta tennista de l'Era Open en guanyar quatre títols de Wimbledon, i la campiona amb menor rànquing en la història del torneig. Ja al Top 20 va disputar el US Open i en primera ronda va tornar a trencar el rècord del servei més ràpid en un Grand Slam amb 208 km/h. Aquest cop va perdre en semifinals contra Henin. Va tornar a entrar al Top 10 i a l'octubre va guanyar el tercer títol de l'any a Seül derrotant a Maria Kirilenko en la final. A Tòquio fou finalista en ser vençuda per Virginie Razzano però suficient per classificar-se per disputar el WTA Championships. Malauradament li diagnosticaren problemes de salut a causa d'una anèmia i hi va renunciar. Acabà l'any en la vuitena posició del rànquing i tres títols individuals.
La temporada 2008 va començar arribant fins als quarts de final de l'Open d'Austràlia però la va derrotar Ana Ivanović. Seguidament va disputar el torneig de Bangalore, on va coincidir amb la seva germana per primera vegada des de 2005, i Serena la va derrotar en semifinals. Després de perdre's diversos torneigs a causa de problemes mèdics, va poder disputar el Roland Garros però va caure eliminada en tercera ronda per Flavia Pennetta. A Wimbledon va demostrar novament el seu millor tennis classificant-se per la final per setena ocasió, i es va imposar per cinquena vegada, a més, superant a la seva germana Serena. Ambdues germanes es van tornar a unir per disputar el quadre de dobles i es van imposar en la final per guanyar el primer Grand Slam de dobles des de 2003. A continuació va disputar els Jocs Olímpics de Pequín, on va caure en quarts de final en el quadre individual davant la tennista local Li Na. Tanmateix, en dobles va tornar a guanyar la medalla d'or junt a la seva germana. En el US Open va tornar a mostrar un gran nivell de tennis però Serena la va vèncer en quarts de final. Ja a la tardor, Venus fou semifinalista a Stuttgart en caure davant Janković però poc després es va imposar a Zuric derrotant a Pennetta. En aquesta ocasió va poder disputar el WTA Tour Championships de Doha, on va guanyar els tres partits de la primera fase contra Dinara Safina (n. 2), Serena (n. 3) i Deméntieva (n. 5). A semifinals va superar a Janković, número 1 del rànquing, i en la final a Zvonareva, guanyant per primera vegada aquest torneig. Va acabar la temporada en el sisè lloc del rànquing individual i tres títols.

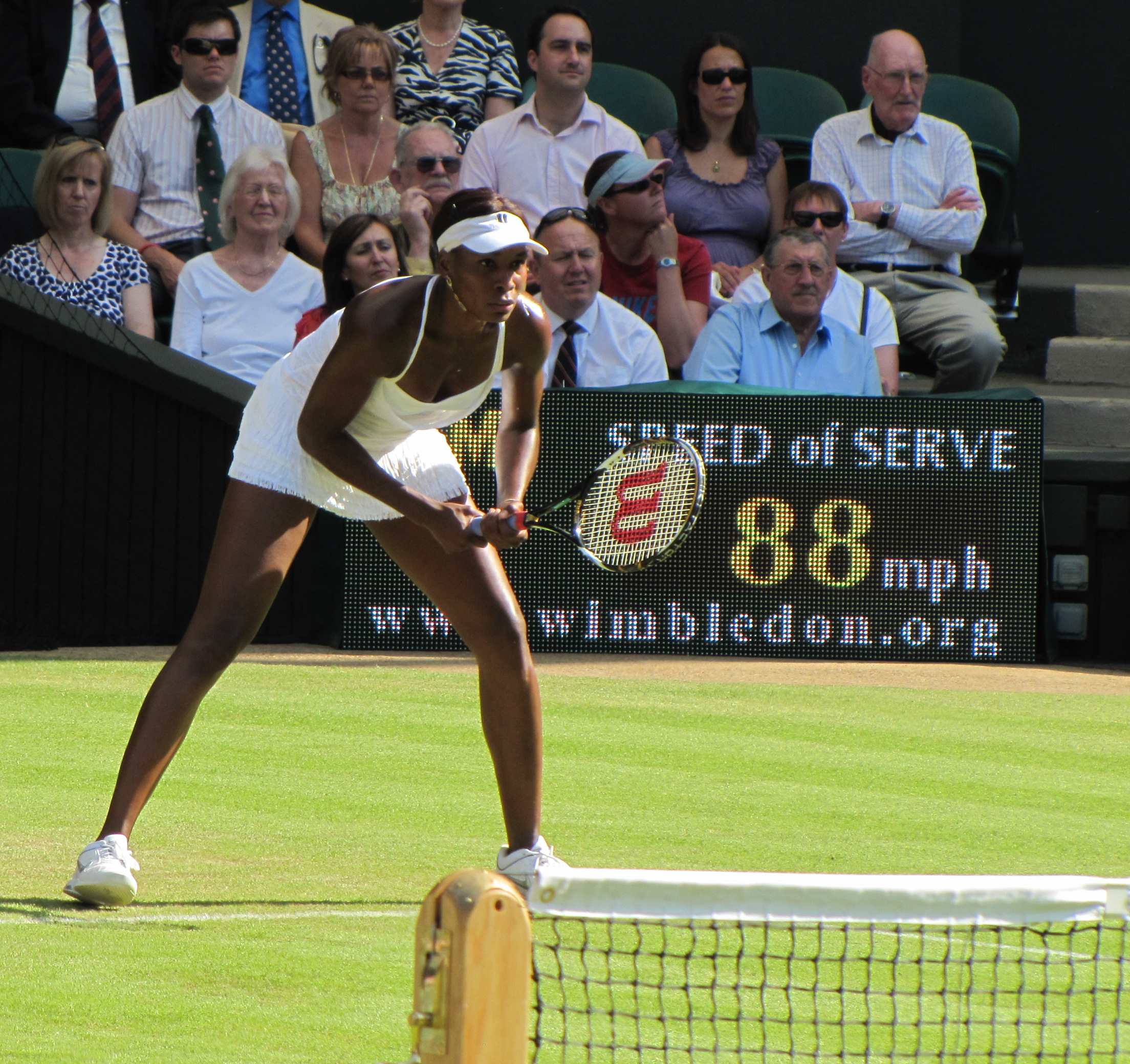
Williams a Wimbledon (2010).

A l'inici de 2009 fou sorpresa tot just en segona ronda de l'Open d'Austràlia en mans de Carla Suárez Navarro malgrat disposar d'un punt de partit. Tanmateix, fent parella amb la seva germana Serena es van endur el títol de dobles femenins. Es va refer de la desfeta en el següent torneig a Dubai davant Razzano en la final. Amb aquesta victòria va tornar al Top 5 des de 2003 i va significar el seu 40è títol individual. A continuació també es va imposar a Acapulco enfront Pennetta. Aquest fou el primer títol sobre terra batuda des de 2005. Seguidament va arribar en semifinals de Roma en caure contra Safina, número 1 del rànquing. Malgrat ser tercera cap de sèrie del Roland Garros va tornar a caure en tercera ronda en mans de Ágnes Szávay. En canvi, a Wimbledon va tornar a demostrar la seva solidesa sobre gespa classificant-se per disputar la seva vuitena final, novament contra la seva germana, però en aquesta ocasió es va decantar per Serena. Ambdues germanes es van imposar en la final de dobles femenins per quarta ocasió a Wimbledon. A l'estiu es va classificar per la final de Stanford però fou superada per Bartoli. Amb Serena van guanyar el títol de dobles. En el US Open va caure en quarta ronda davant Clijsters, però en dobles es van imposar junt a la seva germana davant la parella número 1 del rànquing, Cara Black i Liezel Huber, aconseguint així el tercer títol de dobles de Grand Slam. El darrer títol que va disputar l'any 2009 fou el WTA Tour Championships on defensava el títol, però va perdre els dos primers partits contra Deméntieva i la seva germana Serena, i va guanyar el tercer contra Kuznetsova. Malgrat aconseguir només una victòria va poder avançar a semifinals on va derrotar a Janković, però en la final fou superada novament per Serena. També va disputar el torneig en dobles junt a la seva germana però van perdre en semifinals davant Núria Llagostera Vives i María José Martínez Sánchez. Venus va acabar la temporada en el sisè lloc del rànquing individual i en el tercer en dobles empatada amb la seva germana malgrat disputar només 6 torneigs de dobles en tot l'any. La marca de les dues germanes en dobles fou de 24 victòries i només dues derrotes.
La temporada 2010 va començar arribant a quarts de final de l'Open d'Austràlia derrotada per Li Na, però amb la seva germana Serena van reeditar el títol de dobles davant la parella número 1 del rànquing, guanyant així les quatre finals d'aquest Grand Slam que havien disputat. A continuació va disputar el torneig de Dubai en el qual va defensar amb èxit el títol davant Viktória Azàrenka. El mateix passava a Acapulco on va derrotar Polona Hercog per defensar el títol. Amb aquesta victòria va aconseguir el 43è títol de la seva carrera, esdevenint la tennista en actiu amb més títols. A Miami va arribar a la final però fou superada per Clijsters en menys d'una hora a causa d'uns dolors al genoll que li provocaren renunciar a participar en diversos torneigs. Un cop recuperada va tornar al circuit per disputar el torneig de Roma, però allà va patir la derrota més clara de la seva carrera amb 6−0 i 6−1 en mans de Janković. El següent torneig que va disputar fou a Madrid, en el qual va arribar a la final però fou vençuda per Aravane Rezaï. També va disputar el torneig en categoria de dobles i van guanyar el títol junt a la seva germana. Amb aquests resultats va escalar fins a la segona posició del rànquing, just després de la seva germana, la quarta ocasió que les dues germanes ocupaven els dos primers llocs del rànquing i el primer des del 2003. Al Roland Garros va caure a quarta ronda davant Nàdia Petrova, però en dobles van guanyar el títol amb col·laboració de la seva germana. Amb aquest títol van guanyar els quatre Grand Slams en dobles de forma consecutiva, aconseguint els punts suficients per accedir al número 1 del rànquing de dobles per primera vegada a la seva carrera. A Wimbledon va arribar a quarts de final en ser superada per Pironkova. En dobles no van poder reeditar el títol que havien aconseguit el dos darrers anys i van caure quarts de final. A causa dels problemes al genoll que portava arrossegava durant tota la temporada, va preferir descansar durant l'estiu tornant només per l'Open dels Estats Units, on va arribar a semifinals fins a ser vençuda per Clijsters. La recuperació de la lesió es va allargar més de l'esperat i va descansar la resta de la temporada, inclosos el WTA Tour Championships i la final de la Fed Cup. Va acabar l'any en la cinquena posició del rànquing individual malgrat disputar només nou torneigs, i onzena en dobles.

### Noves lesions i malaltia (2011−2014)

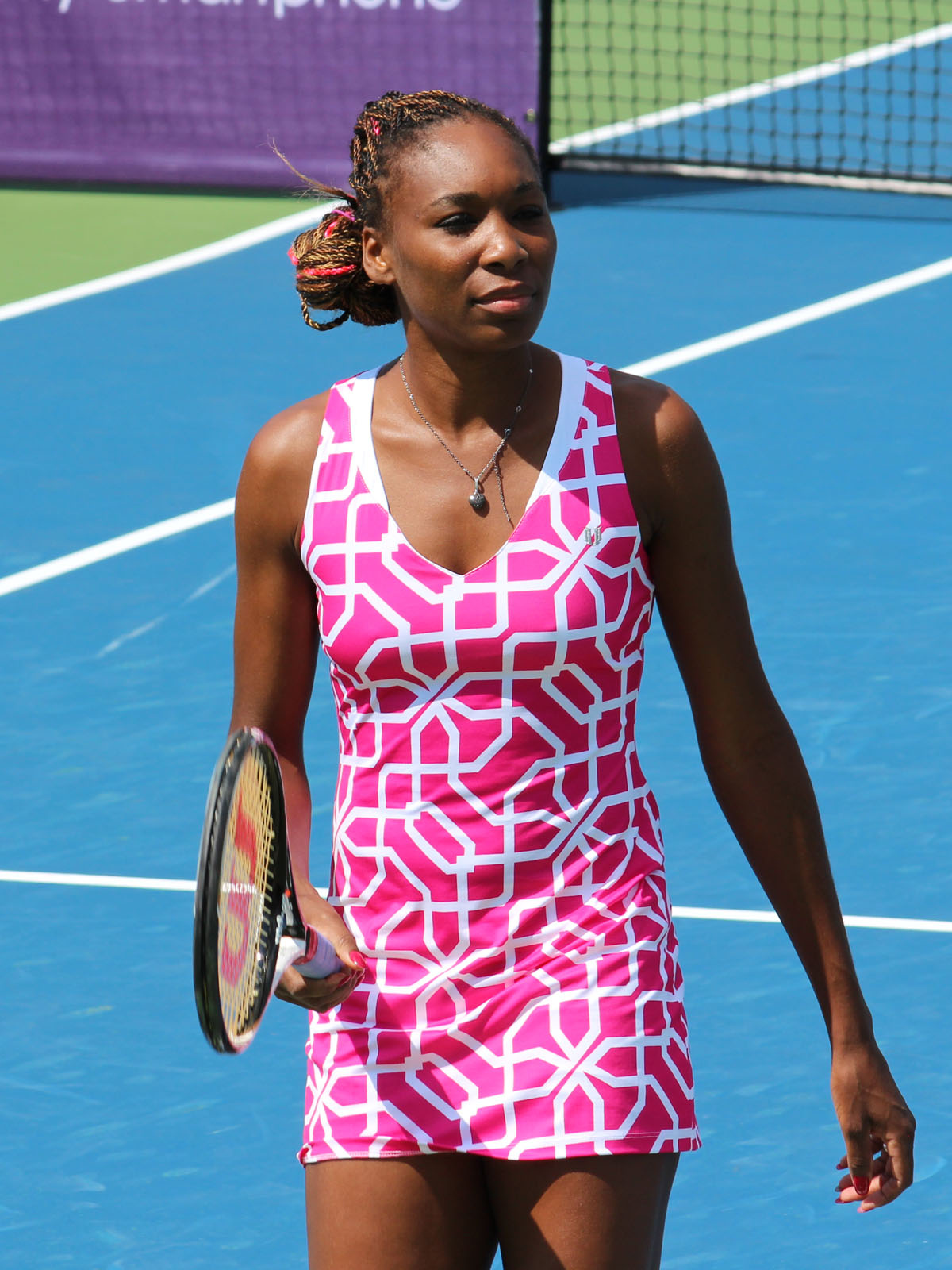
Williams a Cincinnati (2012).

Va començar el 2011 participant en un torneig d'exhibició a Hong Kong per preparar l'Open d'Austràlia, on es va retirar en el tercer partit contra Andrea Petkovic a causa d'uns dolors al maluc. Era la primera vegada que es retirava en un partit de Grand Slam des de 1994, fet que li havia permès encadenar 250 partits de Grand Slam consecutius. Aquesta lesió li va provocar perdre's la Fed Cup i molts torneigs, en alguns dels quals defensava el títol. Després de quatre mesos recuperant-se i de renunciar a participar en el Roland Garros, va tornar al circuit a Eastbourne ja fora del Top 30. Va caure a quarts de final davant Daniela Hantuchová. A Wimbledon va tenir molts problemes per avançar fins a quarta ronda, on fou eliminada per Pironkova. Una malaltia viral la va apartar novament a l'estiu i va tornar just per disputar el US Open sense ser cap de sèrie. Es va retirar abans de començar el partit de segona ronda a causa de ser diagnosticada amb la síndrome de Sjögren, una malaltia autoimmunitària que li provocava cansament i dolor en les articulacions. Williams no va disputar cap més partit competitiu durant la resta de la temporada a excepció de tres partits d'exhibició a final d'any. Això va provocar la seva caiguda en el rànquing fora del Top 100.
Tenia prevista començar l'any 2012 de bon principi a Auckland, però degut als problemes de salut que li provoca la síndrome, va preferir descansar durant el mes de gener, renunciant també a l'Open d'Austràlia. El seu retorn es va produir en la primera eliminatòria de la Fed Cup amb l'equip estatunidenc, en la qual va disputar el partit de dobles amb Liezel Huber contra Belarús. Malgrat no disposar de suficient rànquing, Williams fou convidada als torneigs de Miami i Charleston. En el primer partit individual del seu retorn va superar a Kimiko Date-Krumm i llavors a la número 3 del rànquing Petra Kvitová. Va arribar fins a quarts de final on va caure davant la campiona final, Agnieszka Radwańska, evidenciant símptomes de fatiga. A Charleston també va arribar a quarts de final fins a ser derrotada per Samantha Stosur. Ja dins el Top 100, també fou convidada a Madrid i Roma, on fou eliminada en segona ronda per Angelique Kerber i en quarts de final davant Xaràpova respectivament. Al Roland Garros només va poder arribar a segona ronda en ser superada per Radwańska. El següent torneig fou Wimbledon, en el qual no era cap de sèrie des de la seva primera participació l'any 1997, però va caure tot just en primera ronda contra Ielena Vesninà. Paradoxalment, en dobles es va endur el títol amb la companyia de la seva germana Serena, aconseguint el seu cinquè títol de dobles a Wimbledon. En les mateixes instal·lacions s'hi van disputar els partits de tennis dels Jocs Olímpics d'Estiu de 2012 un mes després. En categoria individual va arribar a tercera ronda fins a ser vençuda per Kerber, mentre que en dobles femenins van tornar a repetir amb la medalla d'or fent parella amb Serena, que també es va imposar en la final individual. Aquesta va representar la quarta medalla d'or de Venus, tres de dobles i una individual, fita que també va igualar la seva germana en compartir les medalles de dobles i la medalla individual del 2012. A l'estiu va arribar a semifinals de Cincinnati en ser derrotada per Li Na, i llavors va perdre en segona ronda de l'Open dels Estats Units davant Kerber. La primera final individual que va disputar durant la temporada fou a Luxemburg, en la qual va aconseguir l'únic títol davant Monica Niculescu. Va acabar l'any en la 24a posició del rànquing individual.

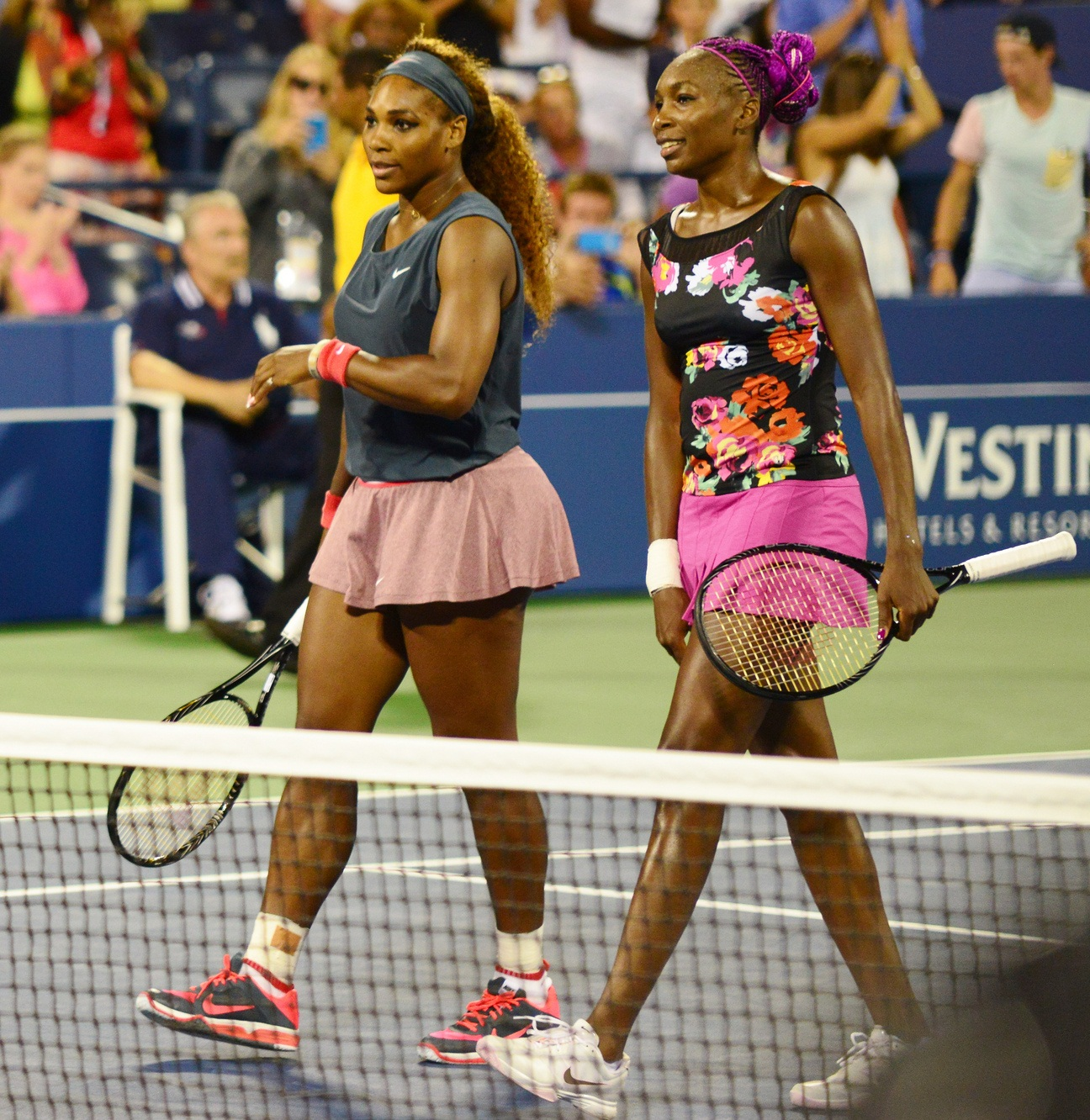
Les germanes Williams (Serena i Venus) al US Open (2013).

En el 2013 va poder començar la temporada de bon principi disputant la Copa Hopman amb John Isner. Williams va guanyar els tres partits individuals, però no es van poder classificar per la final. En l'Open d'Austràlia va caure en segona ronda davant una de les favorites, Maria Xaràpova. Llavors va participar en l'edició inaugural del torneig de Florianópolis com a principal cap de sèrie. Allà fou semifinalista en ser vençuda per Olga Puchkova, però va poder entrar al Top 20. A continuació va disputar el torneig de Miami però es va retirar en segona ronda a causa d'uns dolors a l'esquena. A Charleston va aconseguir disputar les semifinals però fou superada per la seva germana Serena, des de 2009 que no s'enfrontaven. En la Fed Cup va disputar el play-off d'ascens al Grup Mundial contra Suècia on va guanyar el seu partit individual contra Johanna Larsson. Va renunciar a participar en el torneig de Madrid i llavors va perdre en primera ronda a Roma contra Laura Robson. Al Roland Garros també va caure en primera ronda en mans de Urszula Radwanska i en dobles es va retirar abans del primer partit. També va renunciar a participar a Wimbledon a causa d'una lesió a l'esquena, la primera vegada que es perdia aquest torneig. A l'estiu va caure en primera ronda a Toronto davant Kirsten Flipkens, i a Cincinnati en segona en mans de Vesninà. En el US Open va caure en segona ronda davant Zheng Jie, i en dobles van arribar a semifinals amb la seva germana després de superar la parella número 1 del rànquing individual. A Tòquio fou superada per Kvitova en semifinals malgrat que en segona ronda va guanyar a Azàrenka, número 2 del món. A Pequín va perdre contra Sabine Lisicki en segona ronda i, finalment va renunciar a participar en el torneig de Moscou per dolors a l'esquena.
L'inici de la temporada 2014 es va produir a Auckland, on fou finalista amb derrota davant Ivanović, però en l'Open d'Austràlia no va passar de primera ronda superada per Iekaterina Makàrova. A Doha va caure en segona ronda davant Kvitová, mentre que a Dubai va aconseguir el primer títol contra Caroline Wozniacki, a l'edat de 33 anys, esdevenint la setena tennista més veterana en guanyar un títol individual. Com sempre, va renunciar a Indian Wells, en canvi, a Miami va caure en quarta ronda davant Dominika Cibulková. Sobre terra batuda, a Charleston va caure en segona ronda davant Eugenie Bouchard, a Roma davant Suárez Navarro, i a Roland Garros davant Anna Karolína Schmiedlová en segona ronda. A Wimbledon no va passar de tercera ronda en coincidir amb Kvitová, campiona final, i Williams va ser l'única que va poder guanyar-li un set en tot el torneig. A l'estiu va tornar a Stanford però va cedir davant Andrea Petkovic en quarts de final. A Toronto es va plantar a la final després de vèncer la seva germana Serena, número 1 del rànquing i a qui no derrotava des de 2009. Malauradament no va poder fer el mateix amb Agnieszka Radwańska en la final. Va pagar l'esforç realitzat en el següent torneig celebrat a Cincinnati, ja que va caure tot just en primera ronda davant Lucie Šafářová. En el US Open es va quedar fora en tercera ronda per culpa de Sara Errani. Fou convidada a participar en el torneig del Quebec com a primera cap de sèrie, i va avançar fins a la final, quarta de l'any, però no va poder vèncer a Mirjana Lučić-Baroni. A Wuhan va cedir en primera ronda davant Caroline Garcia, i a Pequín es va haver de retirar en tercera ronda per lesió. Va acabar la temporada en el 19è lloc del rànquing individual. En acabar la temporada va disputar la primera edició del Champions Tennis League India amb l'equip Bangalore Raptors.

### Ressorgiment (2015−present)

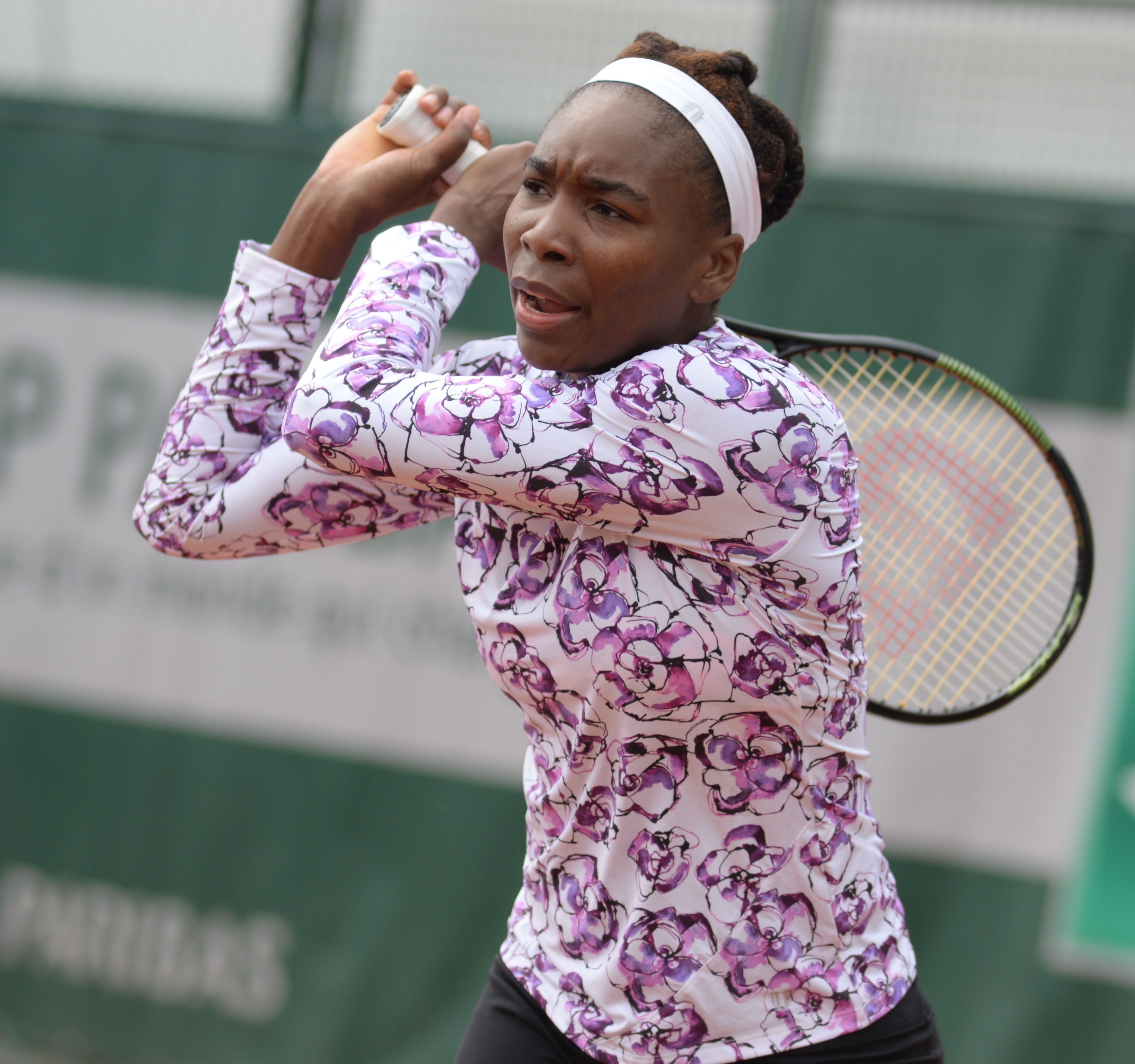
Williams (2015).

Novament va començar la temporada 2015 a Auckland i va aconseguir el 46è títol individual del seu palmarès després de derrotar Wozniacki en la final. A l'Open d'Austràlia es va classificar pels quarts de final d'un Grand Slam per primer cop des de 2010, però va cedir enfront Madison Keys. A Dubai va ser eliminada en tercera ronda per Šafářová, mentre que a Doha va arribar a semifinals fins a perdre enfront Azàrenka. A continuació va disputar el torneig de Miami classificant-se per quarts de final però fou superada per Suárez Navarro. Va començar la gira sobre terra batuda amb una derrota a Madrid davant Azàrenka, i seguidament a Roma va caure en tercera ronda davant Simona Halep. No va tenir sort al Roland Garros, ja que fou eliminada tot just en primera ronda per Sloane Stephens. Només va disputar un torneig sobre gespa, concretament a Wimbledon, on va arribar a quarta ronda fins que la seva germana Serena la va vèncer en dos sets. A continuació va disputar el torneig de Istanbul, però va caure en primera ronda davant Katerina Bondarenko. A Toronto va passar el mateix davant Lisicki, mentre que a Cincinnati es va retirar en segona ronda per malaltia. En el US Open va avançar fins als quarts de final, però novament va coincidir amb la seva germana i va tornar a perdre malgrat guanyar el primer set. Va descansar unes setmanes per tornar a Wuhan, on va aconseguir la seva victòria 700, i per sorpresa de tothom va avançar fins a la final, on es va imposar a Garbiñe Muguruza, guanyant el títol més important en cinc anys. En canvi, a Pequín va ser superada en segona ronda davant Ivanović. Finalment va disputar el torneig de Hong Kong caient en semifinals davant Janković. No va aconseguir classificar-se directament per les WTA Finals, però hi va accedir com a suplent malgrat que finalment no hi va participar. Fou la principal cap de sèrie del WTA Elite Trophy, va guanyar els partits contra Keys i Zheng Saisai en la fase inicial, en semifinals a Roberta Vinci, i en la final a Karolína Plíšková. Els tres títols aconseguits aquesta temporada li van permetre tornar a entrar al Top 10 per primer cop des de 2011, va finalitzar l'any en el 7è lloc del rànquing i fou guardonada amb el premi de millor retorn de l'any que concedeix la WTA.
Va començar el 2016 intentant defensar el títol d'Auckland, però malgrat ser primera cap de sèrie va perdre tot just en el primer partit davant Dària Kassàtkina. A l'Open d'Austràlia, malauradament també va perdre en primera ronda davant Johanna Konta. A continuació va defensar l'equip estatunidenc de Copa Federació contra Polònia guanyant els dos partits individuals. Això va tenir continuïtat en el torneig de Kaohsiung, on s'imposà a Misaki Doi en la final per adjudicar-se el 49è títol del seu palmarès. Per primer cop en 15 anys va decidir tornar a Indian Wells donant per finalitzat el seu boicot per aquest torneig, però va ser derrotada en segona ronda per Kurumi Nara. A Miami va tenir la mateixa sort, ja que va caure en segona ronda contra Vesninà, els seus pitjors resultats en aquests torneigs. Va començar la temporada sobre terra batuda a Charleston però fou derrotada en tercera ronda per Yulia Putintseva. Va renunciar a Madrid per lesió i a Roma fou eliminada en segona ronda per Tímea Babos. En el Roland Garros va avançar fins a la quarta ronda, on va ser derrotada per Timea Bacsinszky, que fou la derrota número 200 de la seva trajectòria. A Wimbledon va arribar a semifinals, ronda que no disputava en un Grand Slam des de 2010, però fou eliminada per Kerber. En dobles es va plantar a la final i van aconseguir el catorzè títol de Grand Slam (totes les finals disputades) i sisè a Wimbledon amb la seva germana Serena. No disputaven una final de Grand Slam des de 2012. Els bons resultats van seguir a l'estiu classificant-se per la vuitena final a Stanford, però fou vençuda per Konta. A Toronto va caure en tercera ronda davant Keys. Va participar en els Jocs Olímpics de Rio de Janeiro, inicialment en les proves individual i de dobles femenins amb la seva german, però fou eliminada en primera ronda en ambdues, primer per Flipkens i després per Šafářová i Barbora Strýcová. Cal destacar que en dobles comptava les seves participacions amb Serena en medalles d'or (3), i aquesta fou la seva primera derrota en aquest esdeveniment. Llavors va decidir participar en la prova de dobles mixts amb Rajeev Ram, arribant a la final però sent derrotats pels seus compatriotes Bethanie Mattek-Sands i Jack Sock, aconseguint la medalla d'argent i la cinquena medalla olímpica del seu palmarès, esdevenint la tennista amb més medalles olímpiques de la història junt a Kathleen McKane Godfree, i almenys una en cada esdeveniment (individual, dobles femenins (3), dobles mixts). A continuació va participar en el US Open establint un nou registre de més participacions en torneigs de Grand Slam (71) després de superar Amy Frazier. Malauradament va caure en quarta ronda davant Plíšková després de desaprofitar un punt de partit a favor. Al setembre va confirmar l'ús de substàncies prohibides per l'Agència Mundial Antidopatge però aprovades dins el programa d'excepcions d'ús terapèutic al qual estava inscrita per la seva malaltia. A la tardor va disputar els torneigs de Wuhan i Pequín, en els quals va caure en tercera i primera ronda per Kuznetsova i Peng Shuai respectivament, sense poder defensar el títol de Wuhan. Es va classificar per WTA Elite Trophy, del qual era l'actual campiona, però hi va renunciar i va finalitzar la temporada en el 17è lloc del rànquing individual.

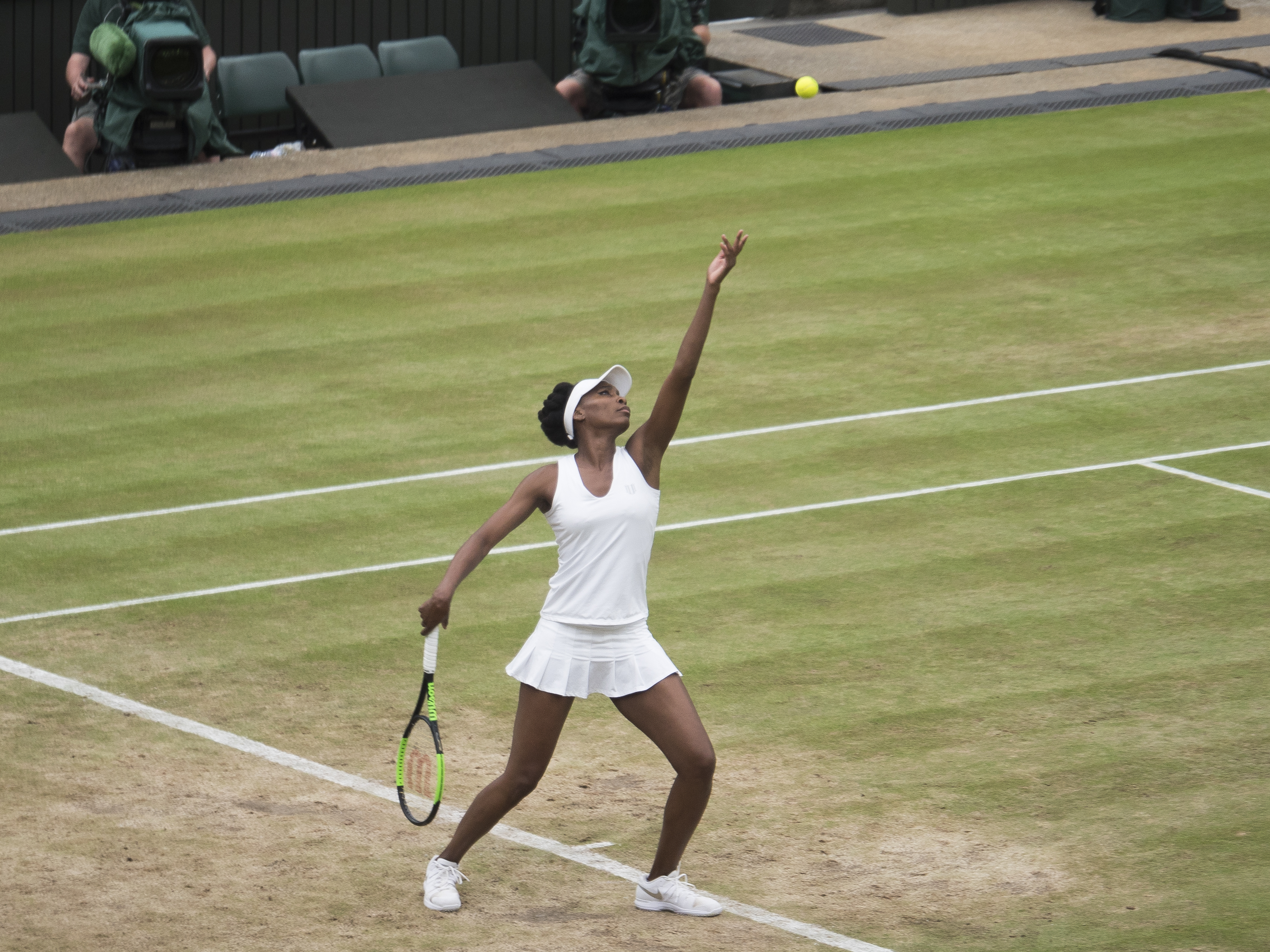
Williams a Wimbledon (2017).

Novament va començar a Auckland (2017), però s'hagué de retirar per lesió al braç. A l'Open d'Austràlia va avançar fins semifinals, ronda a la qual no arribava en aquest torneig des de 2003. Allà va superar la seva compatriota Coco Vandeweghe per disputar la primera final de Grand Slam des de 2009, i la primera a l'Open d'Austràlia des de 2003. D'aquesta forma va establir un rècord de més distància entre finals de Grand Slam, 20 anys de diferència entre la primera al US Open 1997 i aquesta. Malauradament no va poder derrotar la seva germana Serena, que aconseguir el seu Grand Slam individual número 23. A continuació va participar a Sant Petersburg caient en segona ronda davant Kristina Mladenovic. A Indian Wells fou superada per Vesninà en quarts de final, mentre que a Miami fou vençuda per Johanna Konta en semifinals. Per quart torneig consecutiu era eliminada per la campiona final del títol, i en quarts de final va derrotar Kerber, establint també la marca de tennista més veterana en guanyar a la número 1 del rànquing individual. A continuació va començar la temporada sobre terra batuda a Charleston amb derrota en el primer partit davant Laura Siegemund. Va descansar unes setmanes per recuperar-se d'uns dolors al braç i retornar a Roma, sent superada en quarts de final per Muguruza. En el Roland Garros va ser eliminada per Bacsinszky en quarta ronda. Va entrar a Wimbledon com a desena cap de sèrie i es va classificar pels quarts de final per 13ena ocasió en la seva carrera, allà a superar Jelena Ostapenko, flamant campiona del Roland Garros, en el seu partit número 100 a Wimbledon. Llavors va avançar fins a la final derrotant Konta, però no va poder fer el mateix en la final contra Muguruza. Des del 2003 que no disputava dues finals de Grand Slam en un mateix any. En la gira nord-americana va arribar a tercera ronda de Toronto cedint enfront Elina Svitolina, mentre que a Cincinnati no va passar de segona vençuda per Ashleigh Barty. Al US Open va fer una nova demostració del seu nivell arribant a les semifinals, que no aconseguia des del 2010, però fou derrotada per Sloane Stephens. Aquesta combinació li va permetre tornar al Top 5 del rànquing individual per primer cop des de 2011. A la tardor només va disputar el torneig de Hong Kong, amb derrota en segona ronda davant Naomi Osaka, perquè ja estava classificada per les WTA Finals. En aquest torneig va perdre el primer partit contra Plíšková però es va refer superant Ostapenko i Muguruza, classificant-se per les semifinals. Va derrotar Garcia però en la final no va poder vèncer Wozniacki. Va acabar la temporada en el cinquè lloc del rànquing individual i liderant la classificació de guanys econòmics. Es dona la curiositat que totes les tennistes que la van derrotar durant la temporada, com a mínim van arribar a semifinals en el respectiu torneig (set d'elles foren les campiones) a excepció de Barty a Cincinnati i Osaka a Hong Kong.

## Palmarès: 73 (49−22−2)

### Individual: 83 (49−34)
| Abans de 2009                                        | Després de 2009         |
| ---------------------------------------------------- | ----------------------- |
| Grand Slam (7−9)                                     |                         |
| Jocs Olímpics Or (1)                                 |                         |
| WTA Tour Championships (1−2)                         |                         |
| Grand Slam Cup (1−1)                                 |                         |
| WTA Tournament of Champions / WTA Elite Trophy (1−0) |                         |
| Tier I (6−3)                                         | Premier Mandatory (0−2) |
| Tier II (17−10)                                      | Premier 5 (3−1)         |
| Tier III (5−1)                                       | Premier (1−2)           |
| Tier IV i V (1−0)                                    | International (5−2)     |

| Títols per superfície |
| --------------------- |
| Dura (31−19)          |
| Gespa (5−4)           |
| Terra batuda (9−6)    |
| Moqueta (3−5)         |

| Resultat   | Núm. | Data                   | Torneig                             | Superfície   | Oponent en la final     | Marcador                |
| ---------- | ---- | ---------------------- | ----------------------------------- | ------------ | ----------------------- | ----------------------- |
| Finalista  | 1.   | 7 de setembre de 1997  | US Open, Estats Units               | Dura         | Martina Hingis          | 0−6, 4−6                |
| Finalista  | 2.   | 18 de gener de 1998    | Sydney, Austràlia                   | Dura         | Arantxa Sánchez Vicario | 1−6, 3−6                |
| Guanyadora | 1.   | 23 de febrer de 1998   | Oklahoma City, Estats Units         | Dura (i)     | Joannette Kruger        | 6−3, 6−2                |
| Guanyadora | 2.   | 16 de març de 1998     | Miami, Estats Units                 | Dura         | Anna Kúrnikova          | 2−6, 6−4, 6−1           |
| Finalista  | 3.   | 17 de maig de 1998     | Roma, Itàlia                        | Terra batuda | Martina Hingis          | 3−6, 6−2, 3−6           |
| Finalista  | 4.   | 27 de juliol de 1998   | Stanford, Estats Units              | Dura         | Lindsay Davenport       | 4−6, 7−5, 4−6           |
| Guanyadora | 3.   | 28 de setembre de 1998 | Grand Slam Cup, Múnic, Alemanya     | Dura         | Patty Schnyder          | 6−2, 3−6, 6−2           |
| Finalista  | 5.   | 12 d'octubre de 1998   | Zuric, Suïssa                       | Moqueta      | Lindsay Davenport       | 5−7, 3−6                |
| Finalista  | 6.   | 21 de febrer de 1999   | Hannover, Alemanya                  | Moqueta (i)  | Jana Novotná            | 4−6, 4−6                |
| Guanyadora | 4.   | 28 de febrer de 1999   | Oklahoma City (2)                   | Dura         | Amanda Coetzer          | 6−4, 6−0                |
| Guanyadora | 5.   | 15 de març de 1999     | Miami (2)                           | Dura         | Serena Williams         | 6−1, 4−6, 6−4           |
| Guanyadora | 6.   | 26 d'abril de 1999     | Hamburg, Alemanya                   | Terra batuda | Mary Pierce             | 6−0, 6−3                |
| Guanyadora | 7.   | 3 de maig de 1999      | Roma                                | Terra batuda | Mary Pierce             | 6−4, 6−2                |
| Finalista  | 7.   | 26 de juliol de 1999   | Stanford (2)                        | Dura         | Lindsay Davenport       | 6−7(1), 2−6             |
| Finalista  | 8.   | 8 d'agost de 1999      | San Diego, Estats Units             | Dura         | Martina Hingis          | 4−6, 0−6                |
| Guanyadora | 8.   | 23 d'agost de 1999     | New Haven, Estats Units             | Dura         | Lindsay Davenport       | 6−2, 7−5                |
| Finalista  | 9.   | 3 d'octubre de 1999    | Grand Slam Cup                      | Dura         | Serena Williams         | 1−6, 6−3, 3−6           |
| Guanyadora | 9.   | 11 d'octubre de 1999   | Zuric, Suïssa                       | Dura         | Martina Hingis          | 6−3, 6−4                |
| Guanyadora | 10.  | 26 de juny de 2000     | Wimbledon, Regne Unit               | Gespa        | Lindsay Davenport       | 6−3, 7−6(3)             |
| Guanyadora | 11.  | 24 de juliol de 2000   | Stanford                            | Dura         | Lindsay Davenport       | 6−1, 6−4                |
| Guanyadora | 12.  | 31 de juliol de 2000   | San Diego                           | Dura         | Monica Seles            | 6−0, 6−7(3), 6−3        |
| Guanyadora | 13.  | 21 d'agost de 2000     | New Haven (2)                       | Dura         | Monica Seles            | 6−2, 6−4                |
| Guanyadora | 14.  | 28 d'agost de 2000     | US Open                             | Dura         | Lindsay Davenport       | 6−4, 7−5                |
| Guanyadora | 15.  | 18 de setembre de 2000 | Jocs Olímpics, Sydney, Austràlia    | Dura         | Ielena Deméntieva       | 6−2, 6−4                |
| Finalista  | 10.  | 16 d'octubre de 2000   | Linz, Àustria                       | Moqueta      | Lindsay Davenport       | 4−6, 6−3, 2−6           |
| Guanyadora | 16.  | 19 de març de 2001     | Miami (3)                           | Dura         | Jennifer Capriati       | 4−6, 6−1, 7−6(4)        |
| Guanyadora | 17.  | 30 d'abril de 2001     | Hamburg (2)                         | Terra batuda | Meghann Shaughnessy     | 6−3, 6−0                |
| Guanyadora | 18.  | 25 de juny de 2001     | Wimbledon (2)                       | Gespa        | Justine Henin           | 6−1, 3−6, 6−0           |
| Guanyadora | 19.  | 30 de juliol de 2001   | San Diego (2)                       | Dura         | Monica Seles            | 6−2, 6−3                |
| Guanyadora | 20.  | 20 d'agost de 2001     | New Haven (3)                       | Dura         | Lindsay Davenport       | 7−6(6), 6−4             |
| Guanyadora | 21.  | 27 d'agost de 2001     | US Open (2)                         | Dura         | Serena Williams         | 6−2, 6−4                |
| Guanyadora | 22.  | 31 de desembre de 2001 | Gold Coast, Austràlia               | Dura         | Justine Henin           | 7−5, 6−2                |
| Guanyadora | 23.  | 4 de febrer de 2002    | París, França                       | Moqueta      | Jelena Dokić            | Renúncia                |
| Guanyadora | 24.  | 11 de febrer de 2002   | Anvers, Bèlgica                     | Moqueta      | Justine Henin           | 6−3, 5−7, 6−3           |
| Guanyadora | 25.  | 8 d'abril de 2002      | Amelia Island, Estats Units         | Terra batuda | Justine Henin           | 2−6, 7−5, 7−6(5)        |
| Finalista  | 11.  | 29 d'abril de 2002     | Hamburg                             | Terra batuda | Kim Clijsters           | 6−1, 3−6, 4−6           |
| Finalista  | 12.  | 6 de juny de 2002      | Roland Garros, França               | Terra batuda | Serena Williams         | 5−7, 3−6                |
| Finalista  | 13.  | 7 de juliol de 2002    | Wimbledon                           | Gespa        | Serena Williams         | 6−7(4), 3−6             |
| Guanyadora | 26.  | 22 de juliol de 2002   | Stanford (2)                        | Dura         | Kim Clijsters           | 6−3, 6−3                |
| Guanyadora | 27.  | 29 de juliol de 2002   | San Diego (3)                       | Dura         | Jelena Dokić            | 6−2, 6−2                |
| Guanyadora | 28.  | 19 d'agost de 2002     | New Haven (4)                       | Dura         | Lindsay Davenport       | 7−5, 6−0                |
| Finalista  | 14.  | 9 de setembre de 2002  | US Open (2)                         | Dura         | Serena Williams         | 4−6, 3−6                |
| Finalista  | 15.  | 26 de gener de 2003    | Open d'Austràlia, Austràlia         | Dura         | Serena Williams         | 6−7(4), 6−3, 4−6        |
| Guanyadora | 29.  | 10 de febrer de 2003   | Anvers (2)                          | Moqueta      | Kim Clijsters           | 6−2, 6−4                |
| Finalista  | 16.  | 28 d'abril de 2003     | Varsòvia, Polònia                   | Terra batuda | Amélie Mauresmo         | 7−6(6), 0−6, 0−3 i ret. |
| Finalista  | 17.  | 6 de juliol de 2003    | Wimbledon                           | Gespa        | Serena Williams         | 6−4, 4−6, 2−6           |
| Guanyadora | 30.  | 12 d'abril de 2004     | Charleston, Estats Units            | Terra batuda | Conchita Martínez       | 2−6, 6−2, 6−1           |
| Guanyadora | 31.  | 26 d'abril de 2004     | Varsòvia                            | Terra batuda | Svetlana Kuznetsova     | 6−1, 6−4                |
| Finalista  | 18.  | 3 de maig de 2004      | Berlín, Alemanha                    | Terra batuda | Amélie Mauresmo         | Renúncia                |
| Finalista  | 19.  | 12 de juliol de 2004   | Stanford (3)                        | Dura         | Lindsay Davenport       | 6−7(4), 7−5, 6−7(4)     |
| Finalista  | 20.  | 14 de febrer de 2005   | Anvers                              | Moqueta      | Amélie Mauresmo         | 6−4, 5−7, 4−6           |
| Guanyadora | 32.  | 15 de maig de 2005     | Istanbul, Turquia                   | Terra batuda | Nicole Vaidišová        | 6−3, 6−2                |
| Guanyadora | 33.  | 9 de juliol de 2005    | Wimbledon (3)                       | Gespa        | Lindsay Davenport       | 4−6, 7−6(4), 9−7        |
| Finalista  | 21.  | 1 d'agost de 2005      | Stanford (4)                        | Dura         | Kim Clijsters           | 5−7, 2−6                |
| Guanyadora | 34.  | 24 de febrer de 2007   | Memphis (3)                         | Dura         | Shahar Pe'er            | 6−1, 6−1                |
| Guanyadora | 35.  | 7 de juliol de 2007    | Wimbledon (4)                       | Gespa        | Marion Bartoli          | 6−4, 6−1                |
| Guanyadora | 36.  | 30 de setembre de 2007 | Seül, Corea del Sud                 | Dura         | Maria Kirilenko         | 6−3, 1−6, 6−4           |
| Finalista  | 22.  | 6 d'octubre de 2007    | Tòquio, Japó                        | Dura         | Virginie Razzano        | 6−4, 6−7(7), 4−6        |
| Guanyadora | 37.  | 5 de juliol de 2008    | Wimbledon (5)                       | Gespa        | Serena Williams         | 7−5, 6−4                |
| Guanyadora | 38.  | 19 d'octubre de 2008   | Zuric (2)                           | Dura         | Flavia Pennetta         | 7−6(1), 6−2             |
| Guanyadora | 39.  | 9 de novembre de 2008  | WTA Tour Championships, Doha, Qatar | Dura         | Vera Zvonariova         | 6−7(5), 6−0, 6−2        |
| Guanyadora | 40.  | 21 de febrer de 2009   | Dubai, Emirats Àrabs Units          | Dura         | Virginie Razzano        | 6−4, 6−2                |
| Guanyadora | 41.  | 28 de febrer de 2009   | Acapulco, Mèxic                     | Terra batuda | Flavia Pennetta         | 6−1, 6−2                |
| Finalista  | 23.  | 5 de juliol de 2009    | Wimbledon (3)                       | Gespa        | Serena Williams         | 6−7(3), 2−6             |
| Finalista  | 24.  | 2 d'agost de 2009      | Stanford (5)                        | Dura         | Marion Bartoli          | 2−6, 7−5, 4−6           |
| Finalista  | 25.  | 1 de novembre de 2009  | WTA Tour Championships, Doha        | Dura         | Serena Williams         | 2−6, 6−7(4)             |
| Guanyadora | 42.  | 20 de febrer de 2010   | Dubai (2)                           | Dura         | Viktória Azàrenka       | 6−3, 7−5                |
| Guanyadora | 43.  | 27 de febrer de 2010   | Acapulco (2)                        | Terra batuda | Polona Hercog           | 2−6, 6−2, 6−3           |
| Finalista  | 26.  | 3 d'abril de 2010      | Miami                               | Dura         | Kim Clijsters           | 2−6, 1−6                |
| Finalista  | 27.  | 16 de maig de 2010     | Madrid, Espanya                     | Terra batuda | Aravane Rezaï           | 2−6, 5−7                |
| Guanyadora | 44.  | 21 d'octubre de 2012   | Ciutat de Luxemburg, Luxemburg      | Dura (i)     | Monica Niculescu        | 6−2, 6−3                |
| Finalista  | 28.  | 4 de gener de 2014     | Auckland, Nova Zelanda              | Dura         | Ana Ivanović            | 2−6, 7−5, 4−6           |
| Guanyadora | 45.  | 22 de febrer de 2014   | Dubai (3)                           | Dura         | Alizé Cornet            | 6−3, 6−0                |
| Finalista  | 29.  | 10 d'agost de 2014     | Mont-real, Canadà                   | Dura         | Agnieszka Radwańska     | 4−6, 2−6                |
| Finalista  | 30.  | 14 de setembre de 2014 | Quebec, Canadà                      | Moqueta      | Mirjana Lučić-Baroni    | 4−6, 3−6                |
| Guanyadora | 46.  | 10 de gener de 2015    | Auckland                            | Dura         | Caroline Wozniacki      | 2−6, 6−3, 6−3           |
| Guanyadora | 47.  | 3 d'octubre de 2015    | Wuhan, Xina                         | Dura         | Garbiñe Muguruza        | 6−3, 3−0, retirada      |
| Guanyadora | 48.  | 8 de novembre de 2015  | WTA Elite Trophy, Zhuhai, Xina      | Dura (i)     | Karolína Plíšková       | 7−5, 7−6(6)             |
| Guanyadora | 49.  | 14 de febrer de 2016   | Kaohsiung, República de la Xina     | Dura         | Misaki Doi              | 6−4, 6−2                |
| Finalista  | 31.  | 24 de juliol de 2016   | Stanford (6)                        | Dura         | Johanna Konta           | 5−7, 7−5, 2−6           |
| Finalista  | 32.  | 28 de gener de 2017    | Open d'Austràlia (2)                | Dura         | Serena Williams         | 4−6, 4−6                |
| Finalista  | 33.  | 15 de juliol de 2017   | Wimbledon (4)                       | Gespa        | Garbiñe Muguruza        | 5−7, 0−6                |
| Finalista  | 34.  | 29 d'octubre de 2017   | WTA Finals, Singapur (2)            | Dura (i)     | Caroline Wozniacki      | 4−6, 4−6                |

### Dobles: 23 (22−1)
| Abans de 2009                | Després de 2009         |
| ---------------------------- | ----------------------- |
| Grand Slam (14−0)            |                         |
| Jocs Olímpics Or (3)         |                         |
| WTA Tour Championships (0−0) |                         |
| Tier I (1−0)                 | Premier Mandatory (0−0) |
| Tier II (1−1)                | Premier 5 (0−0)         |
| Tier III (1−0)               | Premier (2−0)           |
| Tier IV i V (0−0)            | International (0−0)     |

| Títols per superfície |
| --------------------- |
| Dura (10−1)           |
| Gespa (7−0)           |
| Terra batuda (3−0)    |
| Moqueta (2−0)         |

| Resultat   | Núm. | Data                   | Torneig                          | Superfície   | Parella         | Oponents en la final                           | Marcador         |
| ---------- | ---- | ---------------------- | -------------------------------- | ------------ | --------------- | ---------------------------------------------- | ---------------- |
| Guanyadora | 1.   | 23 de febrer de 1998   | Oklahoma City, Estats Units      | Dura         | Serena Williams | Cătălina Cristea Kristine Kunce                | 7−5, 6−2         |
| Guanyadora | 2.   | 12 d'octubre de 1998   | Zuric, Suïssa                    | Moqueta      | Serena Williams | Mariaan de Swardt Elena Tatarkova              | 5−7, 6−1, 6−3    |
| Guanyadora | 3.   | 15 de febrer de 1999   | Hannover, Alemanya               | Moqueta      | Serena Williams | Alexandra Fusai Nathalie Tauziat               | 5−7, 6−2, 6−2    |
| Guanyadora | 4.   | 24 de maig de 1999     | Roland Garros, França            | Terra batuda | Serena Williams | Martina Hingis Anna Kúrnikova                  | 6−3, 6−7(2), 8−6 |
| Finalista  | 1.   | 8 d'agost de 1999      | San Diego, Estats Units          | Dura         | Serena Williams | Lindsay Davenport Corina Morariu               | 4−6, 1−6         |
| Guanyadora | 5.   | 30 d'agost de 1999     | US Open, Estats Units            | Dura         | Serena Williams | Chanda Rubin Sandrine Testud                   | 4−6, 6−1, 6−4    |
| Guanyadora | 6.   | 26 de juny de 2000     | Wimbledon, Regne Unit            | Gespa        | Serena Williams | Julie Halard-Decugis Ai Sugiyama               | 6−3, 6−2         |
| Guanyadora | 7.   | 18 de setembre de 2000 | Jocs Olímpics, Sydney, Austràlia | Dura         | Serena Williams | Kristie Boogert Miriam Oremans                 | 6−1, 6−1         |
| Guanyadora | 8.   | 15 de gener de 2001    | Open d'Austràlia, Austràlia      | Dura         | Serena Williams | Lindsay Davenport Corina Morariu               | 6−2, 4−6, 6−4    |
| Guanyadora | 9.   | 24 de juny de 2002     | Wimbledon (2)                    | Gespa        | Serena Williams | Virginia Ruano Pascual Paola Suárez            | 6−2, 7−5         |
| Guanyadora | 10.  | 13 de gener de 2003    | Open d'Austràlia (2)             | Dura         | Serena Williams | Virginia Ruano Pascual Paola Suárez            | 4−6, 6−4, 6−3    |
| Guanyadora | 11.  | 5 de juliol de 2008    | Wimbledon (3)                    | Gespa        | Serena Williams | Lisa Raymond Samantha Stosur                   | 6−2, 6−2         |
| Guanyadora | 12.  | 17 d'agost de 2008     | Jocs Olímpics, Pequín, Xina (2)  | Dura         | Serena Williams | Anabel Medina Garrigues Virginia Ruano Pascual | 6−2, 6−0         |
| Guanyadora | 13.  | 30 de gener de 2009    | Open d'Austràlia (3)             | Dura         | Serena Williams | Ai Sugiyama Daniela Hantuchová                 | 6−3, 6−3         |
| Guanyadora | 14.  | 4 de juliol de 2009    | Wimbledon (4)                    | Gespa        | Serena Williams | Samantha Stosur Rennae Stubbs                  | 7−6(4), 6−4      |
| Guanyadora | 15.  | 2 d'agost de 2009      | Stanford, Estats Units           | Dura         | Serena Williams | Chan Yung-jan Monica Niculescu                 | 6−4, 6−1         |
| Guanyadora | 16.  | 14 de setembre de 2009 | US Open (2)                      | Dura         | Serena Williams | Cara Black Liezel Huber                        | 6−2, 6−2         |
| Guanyadora | 17.  | 29 de gener de 2010    | Open d'Austràlia (4)             | Dura         | Serena Williams | Cara Black Liezel Huber                        | 6−4, 6−3         |
| Guanyadora | 18.  | 15 de maig de 2010     | Madrid, Espanya                  | Terra batuda | Serena Williams | Gisela Dulko Flavia Pennetta                   | 6−2, 7−5         |
| Guanyadora | 19.  | 3 de juny de 2010      | Roland Garros (2)                | Terra batuda | Serena Williams | Květa Peschke Katarina Srebotnik               | 6−2, 6−3         |
| Guanyadora | 20.  | 7 de juliol de 2012    | Wimbledon (5)                    | Gespa        | Serena Williams | Andrea Hlaváčková Lucie Hradecká               | 7−6(4), 6−4      |
| Guanyadora | 21.  | 5 d'agost de 2012      | Jocs Olímpics, Londres (3)       | Dura         | Serena Williams | Andrea Hlaváčková Lucie Hradecká               | 6−4, 6−4         |
| Guanyadora | 22.  | 9 de juliol de 2016    | Wimbledon (6)                    | Gespa        | Serena Williams | Tímea Babos Iaroslava Xvédova                  | 6−3, 6−4         |

### Dobles mixtos: 4 (2−2)
| Resultat  | Núm. | Data               | Torneig                               | Superfície   | Parella          | Oponents en la final      | Marcador            |
| --------- | ---- | ------------------ | ------------------------------------- | ------------ | ---------------- | ------------------------- | ------------------- |
| Campiona  | 1.   | 1998               | Open d'Austràlia, Austràlia           | Dura         | Justin Gimelstob | Helena Suková Cyril Suk   | 6−2, 6−1            |
| Campiona  | 2.   | 1998               | Roland Garros, França                 | Terra batuda | Justin Gimelstob | Serena Williams Luis Lobo | 6−4, 6−4            |
| Finalista | 1.   | 2006               | Wimbledon, Regne Unit                 | Gespa        | Bob Bryan        | Vera Zvonariova Andy Ram  | 3−6, 2−6            |
| Finalista | 2.   | 14 d'agost de 2016 | Jocs Olímpics, Rio de Janeiro, Brasil | Dura         | Rajeev Ram       | B. Mattek-Sands Jack Sock | 7−6(3), 1−6, [7−10] |

## Trajectòria

### Individual
| Torneig | 1997        | 1998        | 1999        | 2000 | 2001        | 2002        | 2003        | 2004  | 2005        | 2006        | 2007        | 2008  | 2009        | 2010        | 2011        | 2012 | 2013        | 2014        | 2015        | 2016  | 2017        | 2018        | 2019        | 2020        | 2021 | 2022 | 2023 | Títols    | V − D     |
| --- | ----------- | ----------- | ----------- | ---- | ----------- | ----------- | ----------- | ----- | ----------- | ----------- | ----------- | ----- | ----------- | ----------- | ----------- | ---- | ----------- | ----------- | ----------- | ----- | ----------- | ----------- | ----------- | ----------- | ---- | ---- | ---- | --------- | --------- |
| Open d'Austràlia | A           | QF          | QF          | A    | SF          | QF          | F           | 3R    | 4R          | 1R          | A           | QF    | 1R          | QF          | 1R          | A    | 3R          | 1R          | QF          | 1R    | F           | 1R          | 3R          | 1R          | 2R   | A    | A    | 0 / 21    | 54 – 21   |
| Roland Garros | 2R          | QF          | 4R          | QF   | 1R          | F           | 4R          | QF    | 3R          | QF          | 3R          | 3R    | 3R          | 4R          | A           | 2R   | 1R          | 2R          | 1R          | 4R    | 4R          | 1R          | 1R          | 1R          | 1R   | A    | A    | 0 / 24    | 48 – 24   |
| Wimbledon | 1R          | QF          | QF          | G    | G           | F           | F           | 2R    | G           | 3R          | G           | G     | F           | QF          | 4R          | 1R   | A           | 3R          | 4R          | SF    | F           | 3R          | 1R          | NC          | 2R   | A    | 1R   | 5 / 23    | 90 – 19   |
| US Open | F           | SF          | SF          | G    | G           | F           | A           | 4R    | QF          | A           | SF          | QF    | 4R          | SF          | 2R          | 2R   | 2R          | 3R          | QF          | 4R    | SF          | 3R          | 2R          | 1R          | A    | 1R   | 1R   | 2 / 24    | 79 – 21   |
| Jocs Olímpics | No celebrat | No celebrat | No celebrat | G    | No celebrat | No celebrat | No celebrat | 3R    | No celebrat | No celebrat | No celebrat | QF    | No celebrat | No celebrat | No celebrat | 3R   | No celebrat | No celebrat | No celebrat | 1R    | No celebrat | No celebrat | No celebrat | No celebrat | A    | NC   | NC   | 1 / 5     | 13 – 4    |
| WTA Championships | A           | A           | SF          | A    | A           | SF          | A           | A     | A           | A           | A           | G     | F           | A           | A           | A    | A           | A           | A           | A     | F           | A           | A           | NC          | A    | A    |      | 1 / 5     | 14 – 7    |
| Total Victòries–Derrotes | 19−13       | 53−13       | 61−13       | 41−4 | 46−5        | 62−9        | 26−5        | 44−12 | 37−10       | 13−6        | 50−10       | 40−11 | 38−16       | 38−7        | 8−3         | 24−9 | 16−10       | 32−14       | 41−13       | 26−15 | 38−14       | 17−11       | 19−15       | 1−8         | 3−9  | 0−4  |      | 801 – 275 | 801 – 275 |
| Rànquing a final d'any | 22          | 5           | 3           | 3    | 3           | 2           | 11          | 9     | 10          | 46          | 8           | 6     | 6           | 5           | 103         | 24   | 49          | 19          | 7           | 17    | 5           | 38          | 53          | 78          | 313  | 1010 |      |           |           |
| Llegenda: G: Guanyadora; F: Finalista; SF: Semifinalista; QF: Quarts de final; Q: Qualificació; A: Absent; RR: Round Robin; |             |             |             |      |             |             |             |       |             |             |             |       |             |             |             |      |             |             |             |       |             |             |             |             |      |      |      |           |           |

### Dobles femenins
| Torneig | 1997        | 1998        | 1999        | 2000 | 2001        | 2002        | 2003        | 2004 | 2005        | 2006        | 2007        | 2008 | 2009        | 2010        | 2011        | 2012 | 2013        | 2014        | 2015        | 2016 | 2017        | 2018        | 2019        | 2020        | 2021 | 2022 | Títols    | V − D     |
| --- | ----------- | ----------- | ----------- | ---- | ----------- | ----------- | ----------- | ---- | ----------- | ----------- | ----------- | ---- | ----------- | ----------- | ----------- | ---- | ----------- | ----------- | ----------- | ---- | ----------- | ----------- | ----------- | ----------- | ---- | ---- | --------- | --------- |
| Open d'Austràlia | A           | 3R          | SF          | A    | G           | A           | G           | A    | A           | A           | A           | QF   | G           | G           | A           | A    | QF          | A           | A           | A    | A           | A           | A           | A           | A    | A    | 4 / 8     | 36 – 4    |
| Roland Garros | A           | A           | G           | A    | A           | A           | A           | A    | A           | A           | A           | A    | 3R          | G           | A           | A    | 1R          | A           | A           | 3R   | A           | 3R          | A           | A           | 1R   | A    | 2 / 7     | 17 – 4    |
| Wimbledon | A           | 1R          | A           | G    | 3R          | G           | 3R          | A    | A           | A           | 2R          | G    | G           | QF          | A           | G    | A           | 2R          | A           | G    | A           | A           | A           | NC          | A    | A    | 6 / 12    | 45 – 3    |
| US Open | 1R          | A           | G           | SF   | 3R          | A           | A           | A    | A           | A           | A           | A    | G           | A           | A           | 3R   | SF          | QF          | A           | A    | A           | A           | A           | A           | A    | 1R   | 2 / 9     | 27 – 6    |
| Jocs Olímpics | No celebrat | No celebrat | No celebrat | G    | No celebrat | No celebrat | No celebrat | 1R   | No celebrat | No celebrat | No celebrat | G    | No celebrat | No celebrat | No celebrat | G    | No celebrat | No celebrat | No celebrat | 1R   | No celebrat | No celebrat | No celebrat | No celebrat | A    | NC   | 3 / 5     | 15 – 2    |
| Rànquing a final d'any | 121         | 36          | 10          | 54   | 54          | −           | −           | −    | −           | −           | −           | 23   | 3           | 11          | −           | 31   | 64          | 131         | −           | 30   | −           | 198         | −           | −           | 1423 |      | 185 – 136 | 185 – 136 |
| Llegenda: G: Guanyadora; F: Finalista; SF: Semifinalista; QF: Quarts de final; Q: Qualificació; A: Absent; RR: Round Robin; |             |             |             |      |             |             |             |      |             |             |             |      |             |             |             |      |             |             |             |      |             |             |             |             |      |      |           |           |

### Dobles mixts
| Open d'Austràlia | A           | G           | A           | A           | A           | A           | A           | A           | A           | A           | A           | A | A           | A           | A           | 1R          | A  |    | 1 / 2 | 5 – 1  |
| Roland Garros | A           | G           | A           | A           | A           | A           | A           | A           | A           | A           | A           | A | A           | A           | A           | NC          | A  |    | 1 / 1 | 6 – 0  |
| Wimbledon | 1R          | SF          | QF          | A           | A           | A           | 3R          | F           | A           | A           | A           | A | A           | A           | 2R          | NC          | 2R | 2R | 0 / 8 | 15 – 8 |
| US Open | A           | QF          | A           | A           | A           | A           | A           | A           | A           | A           | A           | A | A           | A           | A           | NC          |    |    | 0 / 1 | 2 – 1  |
| Jocs Olímpics | No celebrat | No celebrat | No celebrat | No celebrat | No celebrat | No celebrat | No celebrat | No celebrat | No celebrat | No celebrat | No celebrat | F | No celebrat | No celebrat | No celebrat | No celebrat | A  | NC | 0 / 1 | 3 – 1  |
| Llegenda: G: Guanyadora; F: Finalista; SF: Semifinalista; QF: Quarts de final; Q: Qualificació; A: Absent; RR: Round Robin; |             |             |             |             |             |             |             |             |             |             |             |   |             |             |             |             |    |    |       |        |

## Guardons
- Millor jugadora de l'any WTA (2000)
- Millor parella de l'any WTA (2000, 2008, amb Serena Williams)
- ESPY a la millor tennista femenina (2001, 2002, 2006)
- ESPY a la millor esportista femenina (2002)
- Millor parella de l'any ITF (2008, amb Serena Williams)
- 30 llegendes del tennis femení per la revista Time (2011)